# Universo del Pato Donald
El universo del Pato Donald es un universo compartido ficticio que es el escenario de historias que involucran al personaje de dibujos animados de Disney, el Pato Donald, así como a su novia la Pata Daisy, sus sobrinos Huey, Dewey y Louie, su tío Scrooge McPato, y muchos otros personajes, siendo la mayoría de ellos animales antropomórficos, principalmente patos, u otro tipo de aves. Es una parte del más amplio universo de Mickey Mouse.
La vida en el universo del Pato Donald se centra en la ciudad de Duckburg ("Patoburgo" en España y "Patolandia" en Hispanoamérica), desarrollándose en los libros de cómic, series de televisión como Patoaventuras (1987-1991), Pato Darkwing (1991-1992), Quack Pack (1996), el reboot de Patoaventuras (2017-2021) y La leyenda de los tres caballeros (2018), y videojuegos como Quackshot (1991), Goin' Quackers (2000) y DuckTales: Remastered (2013).
"Universo del Pato Donald", a veces también llamado "Universo de Scrooge McDuck" ("Universo de Rico McPato"/"Universo del Tío Gilito"), no es un término oficial de Disney, pero a veces lo usan los fanáticos para diferenciarlo del "Universo de Mickey Mouse", el cual fue referido así por el autor e historiador David Gerstein. Don Rosa también ha utilizado los términos Universo Barks y Universo Pato Italiano para describir diferentes versiones de la historia.
El núcleo de la familia "Patoverso" se remonta a la edad de oro de la animación estadounidense, generalmente presentada en cortos de Disney, cómics de periódicos semanales o cómics de la época como personajes secundarios del Pato Donald, quien debutó en 1934 en The Wise Little Hen (pero fue mencionado como amigo de Mickey ya en 1931). Los tres sobrinos de Donald, Huey, Dewey y Louie, aparecieron por primera vez en 1937 en los cómics, debutando en la animación al año siguiente en el cortometraje Donald's Nephews. Daisy, la novia intermitente de Donald, debutó en 1940 en Mr. Duck Steps Out. La Abuela Pato, abuela paterna de Donald, apareció en 1943 en la propia tira cómica de Donald. Scrooge McPato, el tío anciano de la familia y el "pato más rico del mundo", fue creado en 1947 por Carl Barks para el cómic "Christmas on Bear Mountain".

## Lugares

### Duckburg
Duckburg ("Patoburgo" en España y "Patolandia" o "Patópolis" en Hispanoamérica) es la ciudad ficticia, localizada en el estado de Estados Unidos ficticio Calisota, que sirve como el hogar de los protagonistas y la mayoría de los personajes secundarios en este universo. Duckburg fue mencionado por primera vez en Walt Disney's Comics and Stories #49 en 1944, y fue creada por Carl Barks.

### Calisota

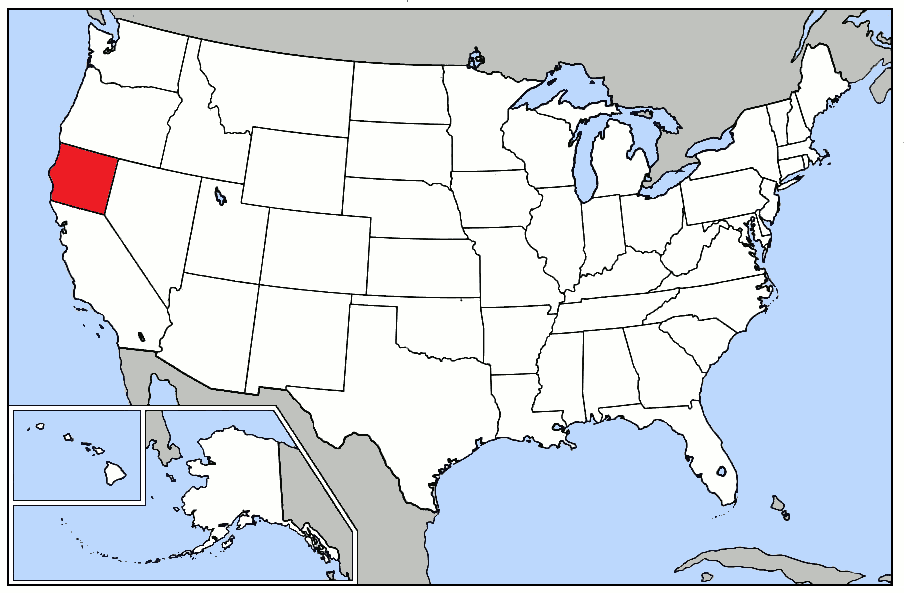
La ubicación de Calisota (en rojo) sugerida por Don Rosa.

Calisota es un estado ficticio de los Estados Unidos, creado por Carl Barks en la historia "The Gilded Man" (Four Color #422). Duckburg es una de las ciudades ubicadas allí, así como Goosetown (ciudad rival tradicional de Duckburg), San Canario, Mouseton, y Nuevo Quackmore.
Aunque tiene muchos elementos ficticios y un clima variable, Calisota es probablemente sinónimo de Jefferson, siendo más o menos equivalente al Norte de California. Duckburg está ubicado al norte de San Francisco, con un mapa en "The Life and Times of Scrooge McDuck" de Don Rosa que muestra Calisota correspondiente a la parte de California al norte del paralelo 39.
El nombre es una mezcla de California y Minnesota, supuestamente para permitir todo tipo de tiempo o clima en las historias, aunque Calisota tiene muy poco en común con este último (un estado en el Medio Oeste superior, lejos del océano) y el clima regional del Norte de California es lo suficientemente variable por sí mismo.

## Elementos recurrentes

### Los Jóvenes Castores
Los Jóvenes Castores ("Junior Woodchucks" ("Marmotas Junior") en inglés, también llamados "Pequeños Castores" en cómics de México y "Jóvenes Cortapalos" en cómics de Argentina y Chile) son la organización de escultismo a la que pertenecen Huey, Dewey y Louie. Tienen un uniforme con un gorro de piel de mapache. Los Jóvenes Castores fueron creados por Carl Barks en 1951, en la historia "Operation St. Bernhard" (Walt Disney's Comics and Stories #125). Historias posteriores introdujeron una organización similar para niñas, Junior Chickadees, a la que pertenecen las sobrinas de Daisy, April, May y June. El sello distintivo de los Jóvenes Castores es su enérgica dedicación a la protección del medio ambiente y el bienestar animal, así como a la preservación del conocimiento y la promoción de la ciencia. También son conocidos por sus títulos y rangos exaltados (Huey, Dewey y Louie fueron ascendidos a "Generales de Diez Estrellas" en la historia de 1952 del mismo nombre) y la concesión de cubos de insignias, junto con severos ideales en cuanto a decoro. De esta manera, Barks asomó una sátira suave pero mordaz a aspectos de los Boy Scouts. Según la historia de 1994 "Guardians of the Lost Library", los Jóvenes Castores fueron fundados por Clinton Coot.
En animación, Huey, Dewey y Louie aparecen como miembros de la organización en el cortometraje Good Scouts (1938), teniendo a su tío Donald como líder de tropa, algo que se volvería a repetir en el episodio "Survival of the Woodchucks" (2000) de la serie Mickey Mouse Works. Los Jóvenes Castores son un tema recurrente en la serie Patoaventuras, donde los trillizos suelen revisar el manual cuando necesitan ayuda con algún problema, y siendo en esta versión un grupo tanto para chicos y chicas, siendo también su amiga Rosita un miembro, además de su amigo Doofus Drake, y contar con Joe McQuack como líder de tropa. En el reboot de Patoaventuras, solo Huey es miembro del grupo, el cual es de nuevo tanto para chicos y chicas, contando con sus amigos Violet y B.O.Y.D. como miembros, y siendo su madre Della Pato un exmiembro, además de contar de nuevo con Joe McQuack como líder de tropa. También en esta última versión, la aventurera Isabella Finch es la fundadora de la organización, siendo su sobrino Bradford Buitre el primer miembro que hubo.

### Bombastium
El bombastium ("Bombastio" en España) es un elemento químico ficticio. Su número atómico y símbolo atómico son desconocidos. Se dice que el bombastium es el elemento más raro del mundo. Aunque es muy codiciado, su potencial de uso no se conoce del todo. Una característica es que sabe diferente cada vez se prueba, y los científicos finalmente descubrieron que un átomo de bombastium arrojado en un barril de agua se convierte en un barril de helado – un sabor de helado diferente cada vez. El elemento es de color marrón anaranjado y tiene aproximadamente el tamaño de una pelota de fútbol. Para evitar la evaporación, el bombastium debe mantenerse congelado.
La única pieza de bombastium que se sabe que existe se encontró en el Congo Belga, y fue adquirida poco después de su descubrimiento por Scrooge McPato en la historia de 1957 "A Cold Bargain" de Carl Barks, pero en ese momento también fue muy buscada por la nación hostil de Brutopia.
El elemento también se usó para el episodio de 5 partes de Patoaventuras "Time is Money", donde el bombastium es el combustible para uno de los inventos de Gyro Gearloose, un helicóptero que viaja en el tiempo llamado Millennium Shortcut ("Cortocircuito Milenario" en España y "Atajo del Milenio" en Hispanoamérica). El bombastium en sí debe mantenerse congelado para que pueda usarse como combustible (un pequeño congelador está equipado a bordo del Shortcut para este propósito). De lo contrario, el Shortcut no podría viajar en el tiempo.
Uno de los tesoros que se pueden obtener en el videojuego DuckTales: The Quest for Gold es el bombastium. A diferencia de los otros tesoros, el bombastium vale más que solo dinero, ya que Gyro Gearloose puede usarlo para construir un transportador de materia que elimina el riesgo de volar de un lugar a otro mientras tiene la posible desventaja de enviar al jugador a un lugar que no pretendía ir.

## Protagonistas

### Pato Donald
El Pato Donald ("Donald Duck" en su versión original) es un pato antropomórfico caracterizado por su atuendo de marinero y su carácter fácilmetne irritable.

### Pata Daisy
La Pata Daisy ("Daisy Duck" en su versión original) es una pata antropomórfica y la novia de Donald. Aunque a menudo sofisticada, en ocasiones mostrando mal temperamento como Donald.

### Huey, Dewey y Louie
Huey, Dewey y Louie Duck (conocidos respectivamente como "Hugo, Paco y Luis" en Hispanoamérica y "Juanito, Jaimito y Jorgito" en España) son los sobrinos traviesos de Donald que provocan a Donald con su famoso temperamento. Se les distingue gracias a que generalmente Huey viste de rojo, Dewey de azul (originalmente amarillo en los cortometrajes clásicos), y Louie de verde (a veces naranja en los cortometrajes clásicos).

### Scrooge McPato
Scrooge McPato (conocido como "Rico McPato" en Hispanoamérica y "Gilito McPato" en España) es el tío de Donald, y el pato más rico del mundo. Vive en la ciudad de Duckburg y es de ascendencia escocesa. A causa de conservar su riqueza es bastante tacaño.

## Familiares

### Árbol genealógico
El primer árbol genealógico de la familia Pato se basó en un borrador realizado en los años 50 por Carl Barks para uso personal, el cual fue ilustrado más tarde por el artista Mark Worden en 1981.
| \| \| \| \| \| ? Goose \| ? Goose \| ? Goose \| ? Goose \| ? Goose \| ? Goose \| \| \| \| \| \| \| \| \| \| \| Grandma Duck \| Grandma Duck \| Grandma Duck \| Grandma Duck \| Grandma Duck \| Grandma Duck \| \| \| \| \| \| \| \| \| \| \| \| \| \| \| \| \| \| \| \| \| \| \| Old "Scotty" McDuck \| Old "Scotty" McDuck \| Old "Scotty" McDuck \| Old "Scotty" McDuck \| Old "Scotty" McDuck \| Old "Scotty" McDuck \| \| \| \| \| \| \| \| \| \| \| \| \| \| \| \| \| \| \| \| \| \| \| \| \| \| \| \| \| \| \| \| \| \| \| \| \| \| \| \| \| \| \| \| ? Goose \| ? Goose \| ? Goose \| ? Goose \| ? Goose \| ? Goose \| \| \| \| \| \| \| \| \| \| \| Grandma Duck \| Grandma Duck \| Grandma Duck \| Grandma Duck \| Grandma Duck \| Grandma Duck \| \| \| \| \| \| \| \| \| \| \| \| \| \| \| \| \| \| \| \| \| \| \| Old "Scotty" McDuck \| Old "Scotty" McDuck \| Old "Scotty" McDuck \| Old "Scotty" McDuck \| Old "Scotty" McDuck \| Old "Scotty" McDuck \| \| \| \| \| \| \| \| \| \| \| \| \| \| \| \| \| \| \| \| \| \| \| \| \| \| \| \| \| \| \| \| \| \| \| \| \| \| \| \| \| \| \| \| \| \| \| \| \| \| \| \| \| \| \| \| \| \| \| \| \| \| \| \| \| \| \| \| \| \| \| \| \| \| \| \| \| \| \| \| \| \| \| \| \| \| \| \| \| \| \| \| \| \| \| \| \| \| \| \| \| \| \| \| \| \| \| \| \| \| \| \| \| \| \| \| \| \| \| \| \| \| \| \| \| \| \| \| \| \| \| \| \| ? Goose \| ? Goose \| ? Goose \| ? Goose \| ? Goose \| ? Goose \| \| \| Luke Goose \| Luke Goose \| Luke Goose \| Luke Goose \| Luke Goose \| Luke Goose \| \| \| Daphne Duck \| Daphne Duck \| Daphne Duck \| Daphne Duck \| Daphne Duck \| Daphne Duck \| \| \| Quackmore Duck \| Quackmore Duck \| Quackmore Duck \| Quackmore Duck \| Quackmore Duck \| Quackmore Duck \| \| \| Hortense McDuck \| Hortense McDuck \| Hortense McDuck \| Hortense McDuck \| Hortense McDuck \| Hortense McDuck \| \| \| \| \| \| \| \| \| \| \| Goosetail Gander \| Goosetail Gander \| Goosetail Gander \| Goosetail Gander \| Goosetail Gander \| Goosetail Gander \| \| \| Matilda McDuck \| Matilda McDuck \| Matilda McDuck \| Matilda McDuck \| Matilda McDuck \| Matilda McDuck \| \| \| Scrooge McDuck \| Scrooge McDuck \| Scrooge McDuck \| Scrooge McDuck \| Scrooge McDuck \| Scrooge McDuck \| \| \| \| \| \| \| \| \| \| \| \| \| \| \| \| \| \| \| \| \| \| \| \| ? Goose \| ? Goose \| ? Goose \| ? Goose \| ? Goose \| ? Goose \| \| \| Luke Goose \| Luke Goose \| Luke Goose \| Luke Goose \| Luke Goose \| Luke Goose \| \| \| Daphne Duck \| Daphne Duck \| Daphne Duck \| Daphne Duck \| Daphne Duck \| Daphne Duck \| \| \| Quackmore Duck \| Quackmore Duck \| Quackmore Duck \| Quackmore Duck \| Quackmore Duck \| Quackmore Duck \| \| \| Hortense McDuck \| Hortense McDuck \| Hortense McDuck \| Hortense McDuck \| Hortense McDuck \| Hortense McDuck \| \| \| \| \| \| \| \| \| \| \| Goosetail Gander \| Goosetail Gander \| Goosetail Gander \| Goosetail Gander \| Goosetail Gander \| Goosetail Gander \| \| \| Matilda McDuck \| Matilda McDuck \| Matilda McDuck \| Matilda McDuck \| Matilda McDuck \| Matilda McDuck \| \| \| Scrooge McDuck \| Scrooge McDuck \| Scrooge McDuck \| Scrooge McDuck \| Scrooge McDuck \| Scrooge McDuck \| \| \| \| \| \| \| \| \| \| \| \| \| \| \| \| \| \| \| \| \| \| \| \| \| \| \| \| \| \| \| \| \| \| \| \| \| \| \| \| \| \| \| \| \| \| \| \| \| \| \| \| \| \| \| \| \| \| \| \| \| \| \| \| \| \| \| \| \| \| \| \| \| \| \| \| \| \| \| \| \| \| \| \| \| \| \| \| \| \| \| \| \| \| \| \| \| \| \| \| \| \| \| \| \| \| \| \| \| \| \| \| \| \| \| \| \| \| \| \| \| \| \| \| \| \| \| \| \| \| \| \| \| \| \| \| \| \| \| \| \| \| \| \| \| \| \| \| \| \| \| \| \| \| \| \| \| \| \| \| \| \| \| \| \| \| \| \| \| \| \| \| \| \| \| \| \| \| \| \| \| \| \| \| \| \| \| \| \| \| \| \| \| \| \| \| \| \| \| \| \| \| \| \| \| \| \| \| \| \| Gus Goose \| Gus Goose \| Gus Goose \| Gus Goose \| Gus Goose \| Gus Goose \| \| \| \| \| \| \| Gladstone Gander (nacido Goose) \| Gladstone Gander (nacido Goose) \| Gladstone Gander (nacido Goose) \| Gladstone Gander (nacido Goose) \| Gladstone Gander (nacido Goose) \| Gladstone Gander (nacido Goose) \| \| \| Donald Duck \| Donald Duck \| Donald Duck \| Donald Duck \| Donald Duck \| Donald Duck \| \| \| Daisy Duck \| Daisy Duck \| Daisy Duck \| Daisy Duck \| Daisy Duck \| Daisy Duck \| \| \| Thelma Duck \| Thelma Duck \| Thelma Duck \| Thelma Duck \| Thelma Duck \| Thelma Duck \| \| \| ? Duck \| ? Duck \| ? Duck \| ? Duck \| ? Duck \| ? Duck \| \| \| Gladstone Gander (adoptado) \| Gladstone Gander (adoptado) \| Gladstone Gander (adoptado) \| Gladstone Gander (adoptado) \| Gladstone Gander (adoptado) \| Gladstone Gander (adoptado) \| \| \| \| \| \| \| \| \| \| \| \| \| \| \| \| \| \| \| \| \| \| \| \| \| \| \| \| \| \| \| \| \| \| \| \| Gus Goose \| Gus Goose \| Gus Goose \| Gus Goose \| Gus Goose \| Gus Goose \| \| \| \| \| \| \| Gladstone Gander (nacido Goose) \| Gladstone Gander (nacido Goose) \| Gladstone Gander (nacido Goose) \| Gladstone Gander (nacido Goose) \| Gladstone Gander (nacido Goose) \| Gladstone Gander (nacido Goose) \| \| \| Donald Duck \| Donald Duck \| Donald Duck \| Donald Duck \| Donald Duck \| Donald Duck \| \| \| Daisy Duck \| Daisy Duck \| Daisy Duck \| Daisy Duck \| Daisy Duck \| Daisy Duck \| \| \| Thelma Duck \| Thelma Duck \| Thelma Duck \| Thelma Duck \| Thelma Duck \| Thelma Duck \| \| \| ? Duck \| ? Duck \| ? Duck \| ? Duck \| ? Duck \| ? Duck \| \| \| Gladstone Gander (adoptado) \| Gladstone Gander (adoptado) \| Gladstone Gander (adoptado) \| Gladstone Gander (adoptado) \| Gladstone Gander (adoptado) \| Gladstone Gander (adoptado) \| \| \| \| \| \| \| \| \| \| \| \| \| \| \| \| \| \| \| \| \| \| \| \| \| \| \| \| \| \| \| \| \| \| \| \| \| \| \| \| \| \| \| \| \| \| \| \| \| \| \| \| \| \| \| \| \| \| \| \| \| \| \| \| \| \| \| \| \| \| \| \| \| \| \| \| \| \| \| \| \| \| \| \| \| \| \| \| \| \| \| \| \| \| \| \| \| \| \| \| \| \| \| \| \| \| \| \| \| \| \| \| \| \| \| \| \| \| \| \| \| \| \| \| \| \| \| \| \| \| \| \| \| \| \| \| \| \| \| \| \| \| \| \| \| \| \| \| \| \| \| \| \| \| \| \| \| \| \| \| \| \| \| \| \| \| \| \| \| \| \| \| \| \| \| \| \| \| \| \| \| \| \| \| \| \| \| \| \| \| \| \| \| \| \| \| \| \| \| \| \| \| \| \| \| \| \| \| \| \| \| \| \| \| \| \| \| \| \| \| \| \| \| \| \| \| \| \| \| \| \| \| \| \| \| \| \| \| \| \| \| \| \| \| \| \| \| \| \| \| \| \| \| \| Huey Duck \| Huey Duck \| Huey Duck \| Huey Duck \| Huey Duck \| Huey Duck \| \| \| Dewey Duck \| Dewey Duck \| Dewey Duck \| Dewey Duck \| Dewey Duck \| Dewey Duck \| \| \| Louie Duck \| Louie Duck \| Louie Duck \| Louie Duck \| Louie Duck \| Louie Duck \| \| \| \| \| \| \| \| \| \| \| \| \| \| \| \| \| \| \| \| \| \| \| \| \| \| \| \| \| \| \| \| \| \| \| \| \| \| \| Familia Goose Familia Duck Familia Gander Clan McDuck |           |           |           |           |           |         |         |            |            |            |            |                                 |                                 |                                 |                                 |                                 |                                 |             |             |              |              |              |              |                |                |                |                |                |                |            |            |                 |                 |                 |                 |                 |                 |             |             |             |             |            |            |            |            |        |        |                     |                     |                     |                     |                             |                             |                             |                             |                             |                             |                |                |                |                |  |  |                |                |                |                |                |                |  |  |  |  |  |  |  |  |  |  |  |  |  |  |  |  |  |  |  |  |  |  |
| |           |           |           | ? Goose   | ? Goose   | ? Goose | ? Goose | ? Goose    | ? Goose    |            |            |                                 |                                 |                                 |                                 |                                 |                                 |             |             | Grandma Duck | Grandma Duck | Grandma Duck | Grandma Duck | Grandma Duck   | Grandma Duck   |                |                |                |                |            |            |                 |                 |                 |                 |                 |                 |             |             |             |             |            |            |            |            |        |        | Old "Scotty" McDuck | Old "Scotty" McDuck | Old "Scotty" McDuck | Old "Scotty" McDuck | Old "Scotty" McDuck         | Old "Scotty" McDuck         |                             |                             |                             |                             |                |                |                |                |  |  |                |                |                |                |                |                |  |  |  |  |  |  |  |  |  |  |  |  |  |  |  |  |  |  |  |  |  |  |
| |           |           |           | ? Goose   | ? Goose   | ? Goose | ? Goose | ? Goose    | ? Goose    |            |            |                                 |                                 |                                 |                                 |                                 |                                 |             |             | Grandma Duck | Grandma Duck | Grandma Duck | Grandma Duck | Grandma Duck   | Grandma Duck   |                |                |                |                |            |            |                 |                 |                 |                 |                 |                 |             |             |             |             |            |            |            |            |        |        | Old "Scotty" McDuck | Old "Scotty" McDuck | Old "Scotty" McDuck | Old "Scotty" McDuck | Old "Scotty" McDuck         | Old "Scotty" McDuck         |                             |                             |                             |                             |                |                |                |                |  |  |                |                |                |                |                |                |  |  |  |  |  |  |  |  |  |  |  |  |  |  |  |  |  |  |  |  |  |  |
| |           |           |           |           |           |         |         |            |            |            |            |                                 |                                 |                                 |                                 |                                 |                                 |             |             |              |              |              |              |                |                |                |                |                |                |            |            |                 |                 |                 |                 |                 |                 |             |             |             |             |            |            |            |            |        |        |                     |                     |                     |                     |                             |                             |                             |                             |                             |                             |                |                |                |                |  |  |                |                |                |                |                |                |  |  |  |  |  |  |  |  |  |  |  |  |  |  |  |  |  |  |  |  |  |  |
| ? Goose | ? Goose   | ? Goose   | ? Goose   | ? Goose   | ? Goose   |         |         | Luke Goose | Luke Goose | Luke Goose | Luke Goose | Luke Goose                      | Luke Goose                      |                                 |                                 | Daphne Duck                     | Daphne Duck                     | Daphne Duck | Daphne Duck | Daphne Duck  | Daphne Duck  |              |              | Quackmore Duck | Quackmore Duck | Quackmore Duck | Quackmore Duck | Quackmore Duck | Quackmore Duck |            |            | Hortense McDuck | Hortense McDuck | Hortense McDuck | Hortense McDuck | Hortense McDuck | Hortense McDuck |             |             |             |             |            |            |            |            |        |        | Goosetail Gander    | Goosetail Gander    | Goosetail Gander    | Goosetail Gander    | Goosetail Gander            | Goosetail Gander            |                             |                             | Matilda McDuck              | Matilda McDuck              | Matilda McDuck | Matilda McDuck | Matilda McDuck | Matilda McDuck |  |  | Scrooge McDuck | Scrooge McDuck | Scrooge McDuck | Scrooge McDuck | Scrooge McDuck | Scrooge McDuck |  |  |  |  |  |  |  |  |  |  |  |  |  |  |  |  |  |  |  |  |  |  |
| ? Goose | ? Goose   | ? Goose   | ? Goose   | ? Goose   | ? Goose   |         |         | Luke Goose | Luke Goose | Luke Goose | Luke Goose | Luke Goose                      | Luke Goose                      |                                 |                                 | Daphne Duck                     | Daphne Duck                     | Daphne Duck | Daphne Duck | Daphne Duck  | Daphne Duck  |              |              | Quackmore Duck | Quackmore Duck | Quackmore Duck | Quackmore Duck | Quackmore Duck | Quackmore Duck |            |            | Hortense McDuck | Hortense McDuck | Hortense McDuck | Hortense McDuck | Hortense McDuck | Hortense McDuck |             |             |             |             |            |            |            |            |        |        | Goosetail Gander    | Goosetail Gander    | Goosetail Gander    | Goosetail Gander    | Goosetail Gander            | Goosetail Gander            |                             |                             | Matilda McDuck              | Matilda McDuck              | Matilda McDuck | Matilda McDuck | Matilda McDuck | Matilda McDuck |  |  | Scrooge McDuck | Scrooge McDuck | Scrooge McDuck | Scrooge McDuck | Scrooge McDuck | Scrooge McDuck |  |  |  |  |  |  |  |  |  |  |  |  |  |  |  |  |  |  |  |  |  |  |
| |           |           |           |           |           |         |         |            |            |            |            |                                 |                                 |                                 |                                 |                                 |                                 |             |             |              |              |              |              |                |                |                |                |                |                |            |            |                 |                 |                 |                 |                 |                 |             |             |             |             |            |            |            |            |        |        |                     |                     |                     |                     |                             |                             |                             |                             |                             |                             |                |                |                |                |  |  |                |                |                |                |                |                |  |  |  |  |  |  |  |  |  |  |  |  |  |  |  |  |  |  |  |  |  |  |
| |           |           |           |           |           |         |         |            |            |            |            |                                 |                                 |                                 |                                 |                                 |                                 |             |             |              |              |              |              |                |                |                |                |                |                |            |            |                 |                 |                 |                 |                 |                 |             |             |             |             |            |            |            |            |        |        |                     |                     |                     |                     |                             |                             |                             |                             |                             |                             |                |                |                |                |  |  |                |                |                |                |                |                |  |  |  |  |  |  |  |  |  |  |  |  |  |  |  |  |  |  |  |  |  |  |
| Gus Goose | Gus Goose | Gus Goose | Gus Goose | Gus Goose | Gus Goose |         |         |            |            |            |            | Gladstone Gander (nacido Goose) | Gladstone Gander (nacido Goose) | Gladstone Gander (nacido Goose) | Gladstone Gander (nacido Goose) | Gladstone Gander (nacido Goose) | Gladstone Gander (nacido Goose) |             |             | Donald Duck  | Donald Duck  | Donald Duck  | Donald Duck  | Donald Duck    | Donald Duck    |                |                | Daisy Duck     | Daisy Duck     | Daisy Duck | Daisy Duck | Daisy Duck      | Daisy Duck      |                 |                 | Thelma Duck     | Thelma Duck     | Thelma Duck | Thelma Duck | Thelma Duck | Thelma Duck |            |            | ? Duck     | ? Duck     | ? Duck | ? Duck | ? Duck              | ? Duck              |                     |                     | Gladstone Gander (adoptado) | Gladstone Gander (adoptado) | Gladstone Gander (adoptado) | Gladstone Gander (adoptado) | Gladstone Gander (adoptado) | Gladstone Gander (adoptado) |                |                |                |                |  |  |                |                |                |                |                |                |  |  |  |  |  |  |  |  |  |  |  |  |  |  |  |  |  |  |  |  |  |  |
| Gus Goose | Gus Goose | Gus Goose | Gus Goose | Gus Goose | Gus Goose |         |         |            |            |            |            | Gladstone Gander (nacido Goose) | Gladstone Gander (nacido Goose) | Gladstone Gander (nacido Goose) | Gladstone Gander (nacido Goose) | Gladstone Gander (nacido Goose) | Gladstone Gander (nacido Goose) |             |             | Donald Duck  | Donald Duck  | Donald Duck  | Donald Duck  | Donald Duck    | Donald Duck    |                |                | Daisy Duck     | Daisy Duck     | Daisy Duck | Daisy Duck | Daisy Duck      | Daisy Duck      |                 |                 | Thelma Duck     | Thelma Duck     | Thelma Duck | Thelma Duck | Thelma Duck | Thelma Duck |            |            | ? Duck     | ? Duck     | ? Duck | ? Duck | ? Duck              | ? Duck              |                     |                     | Gladstone Gander (adoptado) | Gladstone Gander (adoptado) | Gladstone Gander (adoptado) | Gladstone Gander (adoptado) | Gladstone Gander (adoptado) | Gladstone Gander (adoptado) |                |                |                |                |  |  |                |                |                |                |                |                |  |  |  |  |  |  |  |  |  |  |  |  |  |  |  |  |  |  |  |  |  |  |
| |           |           |           |           |           |         |         |            |            |            |            |                                 |                                 |                                 |                                 |                                 |                                 |             |             |              |              |              |              |                |                |                |                |                |                |            |            |                 |                 |                 |                 |                 |                 |             |             |             |             |            |            |            |            |        |        |                     |                     |                     |                     |                             |                             |                             |                             |                             |                             |                |                |                |                |  |  |                |                |                |                |                |                |  |  |  |  |  |  |  |  |  |  |  |  |  |  |  |  |  |  |  |  |  |  |
| |           |           |           |           |           |         |         |            |            |            |            |                                 |                                 |                                 |                                 |                                 |                                 |             |             |              |              |              |              |                |                |                |                |                |                |            |            |                 |                 |                 |                 |                 |                 |             |             |             |             |            |            |            |            |        |        |                     |                     |                     |                     |                             |                             |                             |                             |                             |                             |                |                |                |                |  |  |                |                |                |                |                |                |  |  |  |  |  |  |  |  |  |  |  |  |  |  |  |  |  |  |  |  |  |  |
| |           |           |           |           |           |         |         |            |            |            |            |                                 |                                 |                                 |                                 |                                 |                                 |             |             |              |              |              |              |                |                |                |                |                |                |            |            | Huey Duck       | Huey Duck       | Huey Duck       | Huey Duck       | Huey Duck       | Huey Duck       |             |             | Dewey Duck  | Dewey Duck  | Dewey Duck | Dewey Duck | Dewey Duck | Dewey Duck |        |        | Louie Duck          | Louie Duck          | Louie Duck          | Louie Duck          | Louie Duck                  | Louie Duck                  |                             |                             |                             |                             |                |                |                |                |  |  |                |                |                |                |                |                |  |  |  |  |  |  |  |  |  |  |  |  |  |  |  |  |  |  |  |  |  |  |

En 1993, Don Rosa publicó su versión del árbol genealógico de la familia Pato en su serie de cómics The Life and Times of Scrooge McDuck. El cambio más significativo fue la expansión del árbol genealógico para incluir a los familiares Coot. Rosa, además, añadió a Goostave Gander como padre de Gladstone y a Luke Goose como padre de Gus. 
| \| \| \| \| \| \| \| \| \| \| \| \| \| \| \| \| \| \| \| \| \| \| \| \| \| \| \| \| \| \| \| \| \| \| \| \| \| \| \| \| \| \| \| \| \| \| \| \| \| \| \| \| \| \| \| \| \| Sir Eider McDuck (ancestro) \| Sir Eider McDuck (ancestro) \| Sir Eider McDuck (ancestro) \| Sir Eider McDuck (ancestro) \| Sir Eider McDuck (ancestro) \| Sir Eider McDuck (ancestro) \| \| \| Hugh "Seafoam" McDuck (ancestro) \| Hugh "Seafoam" McDuck (ancestro) \| Hugh "Seafoam" McDuck (ancestro) \| Hugh "Seafoam" McDuck (ancestro) \| Hugh "Seafoam" McDuck (ancestro) \| Hugh "Seafoam" McDuck (ancestro) \| \| \| Sir Stuft McDuck (ancestro) \| Sir Stuft McDuck (ancestro) \| Sir Stuft McDuck (ancestro) \| Sir Stuft McDuck (ancestro) \| Sir Stuft McDuck (ancestro) \| Sir Stuft McDuck (ancestro) \| \| \| \| \| \| \| \| \| \| \| \| \| \| \| \| \| \| \| \| \| \| \| \| \| \| \| \| \| \| \| \| \| \| \| \| \| \| \| \| \| \| \| \| \| \| \| \| \| \| \| \| \| \| \| \| \| \| \| \| \| \| \| \| \| \| \| \| \| \| \| \| \| \| \| \| \| \| \| \| \| \| \| \| \| \| \| \| Sir Eider McDuck (ancestro) \| Sir Eider McDuck (ancestro) \| Sir Eider McDuck (ancestro) \| Sir Eider McDuck (ancestro) \| Sir Eider McDuck (ancestro) \| Sir Eider McDuck (ancestro) \| \| \| Hugh "Seafoam" McDuck (ancestro) \| Hugh "Seafoam" McDuck (ancestro) \| Hugh "Seafoam" McDuck (ancestro) \| Hugh "Seafoam" McDuck (ancestro) \| Hugh "Seafoam" McDuck (ancestro) \| Hugh "Seafoam" McDuck (ancestro) \| \| \| Sir Stuft McDuck (ancestro) \| Sir Stuft McDuck (ancestro) \| Sir Stuft McDuck (ancestro) \| Sir Stuft McDuck (ancestro) \| Sir Stuft McDuck (ancestro) \| Sir Stuft McDuck (ancestro) \| \| \| \| \| \| \| \| \| \| \| \| \| \| \| \| \| \| \| \| \| \| \| \| \| \| \| \| \| \| \| \| \| \| \| \| \| \| \| \| \| \| \| \| \| \| \| \| \| \| \| \| \| \| \| \| \| \| \| \| \| \| \| \| \| \| \| \| "Bo'sn" Pintail Duck (ancestro) \| "Bo'sn" Pintail Duck (ancestro) \| "Bo'sn" Pintail Duck (ancestro) \| "Bo'sn" Pintail Duck (ancestro) \| "Bo'sn" Pintail Duck (ancestro) \| "Bo'sn" Pintail Duck (ancestro) \| \| \| \| \| \| \| \| \| \| \| Sir Quackly McDuck (ancestro) \| Sir Quackly McDuck (ancestro) \| Sir Quackly McDuck (ancestro) \| Sir Quackly McDuck (ancestro) \| Sir Quackly McDuck (ancestro) \| Sir Quackly McDuck (ancestro) \| \| \| Malcolm "Matey" McDuck (ancestro) \| Malcolm "Matey" McDuck (ancestro) \| Malcolm "Matey" McDuck (ancestro) \| Malcolm "Matey" McDuck (ancestro) \| Malcolm "Matey" McDuck (ancestro) \| Malcolm "Matey" McDuck (ancestro) \| \| \| Sir Swampole McDuck (ancestro) \| Sir Swampole McDuck (ancestro) \| Sir Swampole McDuck (ancestro) \| Sir Swampole McDuck (ancestro) \| Sir Swampole McDuck (ancestro) \| Sir Swampole McDuck (ancestro) \| \| \| Sir Roast McDuck (ancestro) \| Sir Roast McDuck (ancestro) \| Sir Roast McDuck (ancestro) \| Sir Roast McDuck (ancestro) \| Sir Roast McDuck (ancestro) \| Sir Roast McDuck (ancestro) \| \| \| \| \| \| \| \| \| \| \| \| \| \| \| \| \| \| \| \| \| \| \| \| \| \| \| \| \| \| \| \| \| \| \| \| \| \| \| \| \| \| \| \| \| \| \| \| Cornelius Coot \| \| \| \| \| \| \| \| \| \| \| \| \| \| \| \| "Bo'sn" Pintail Duck (ancestro) \| "Bo'sn" Pintail Duck (ancestro) \| "Bo'sn" Pintail Duck (ancestro) \| "Bo'sn" Pintail Duck (ancestro) \| "Bo'sn" Pintail Duck (ancestro) \| "Bo'sn" Pintail Duck (ancestro) \| \| \| \| \| \| \| \| \| \| \| Sir Quackly McDuck (ancestro) \| Sir Quackly McDuck (ancestro) \| Sir Quackly McDuck (ancestro) \| Sir Quackly McDuck (ancestro) \| Sir Quackly McDuck (ancestro) \| Sir Quackly McDuck (ancestro) \| \| \| Malcolm "Matey" McDuck (ancestro) \| Malcolm "Matey" McDuck (ancestro) \| Malcolm "Matey" McDuck (ancestro) \| Malcolm "Matey" McDuck (ancestro) \| Malcolm "Matey" McDuck (ancestro) \| Malcolm "Matey" McDuck (ancestro) \| \| \| Sir Swampole McDuck (ancestro) \| Sir Swampole McDuck (ancestro) \| Sir Swampole McDuck (ancestro) \| Sir Swampole McDuck (ancestro) \| Sir Swampole McDuck (ancestro) \| Sir Swampole McDuck (ancestro) \| \| \| Sir Roast McDuck (ancestro) \| Sir Roast McDuck (ancestro) \| Sir Roast McDuck (ancestro) \| Sir Roast McDuck (ancestro) \| Sir Roast McDuck (ancestro) \| Sir Roast McDuck (ancestro) \| \| \| \| \| \| \| \| \| \| \| \| \| \| \| \| \| \| \| \| \| \| \| \| \| \| \| \| \| \| \| \| \| \| \| \| \| \| \| \| \| \| \| \| \| \| \| \| \| \| \| \| \| \| \| \| \| \| \| \| \| \| \| \| \| \| \| \| \| \| \| \| \| \| \| \| \| \| \| \| \| \| \| \| \| \| \| \| \| \| \| \| \| \| \| \| \| \| \| \| \| \| \| \| \| \| \| \| \| \| \| \| \| \| \| \| \| \| \| \| \| \| \| \| \| \| \| \| \| \| \| \| \| \| \| \| \| \| \| \| \| \| \| \| \| \| \| \| \| \| \| \| \| \| \| \| \| \| \| \| \| \| \| \| \| \| \| \| \| \| \| \| \| \| \| \| \| \| \| \| \| \| \| \| \| \| \| \| \| \| \| \| \| \| \| \| \| \| \| \| \| \| \| \| \| \| \| \| \| \| \| \| \| \| \| \| \| \| \| \| \| \| \| \| \| \| \| \| \| \| \| \| \| \| \| \| \| \| \| \| \| \| \| \| \| \| \| \| \| \| \| \| \| \| \| \| \| \| \| \| \| \| \| \| \| \| \| \| \| \| \| \| \| \| \| \| \| \| \| \| \| \| \| \| \| \| \| \| \| \| \| \| \| \| \| \| \| \| \| \| \| \| \| \| \| \| \| \| \| \| \| \| \| \| \| \| \| \| \| \| \| \| \| \| \| \| \| \| \| \| \| \| \| \| \| \| \| \| \| \| \| \| \| \| \| \| \| \| \| \| \| \| \| \| \| \| \| \| \| \| \| \| \| \| \| \| \| \| \| \| \| \| \| \| \| Clinton Coot \| Clinton Coot \| Clinton Coot \| Clinton Coot \| Clinton Coot \| Clinton Coot \| \| \| Gertrude Gadwall \| Gertrude Gadwall \| Gertrude Gadwall \| Gertrude Gadwall \| Gertrude Gadwall \| Gertrude Gadwall \| \| \| \| \| \| \| \| \| \| \| \| \| \| \| \| \| \| \| \| \| \| \| "Dirty" Dingus McDuck \| "Dirty" Dingus McDuck \| "Dirty" Dingus McDuck \| "Dirty" Dingus McDuck \| "Dirty" Dingus McDuck \| "Dirty" Dingus McDuck \| \| \| Molly Mallard \| Molly Mallard \| Molly Mallard \| Molly Mallard \| Molly Mallard \| Molly Mallard \| \| \| Quagmire McDuck \| Quagmire McDuck \| Quagmire McDuck \| Quagmire McDuck \| Quagmire McDuck \| Quagmire McDuck \| \| \| \| \| \| \| \| \| \| \| \| \| \| \| \| \| \| \| \| \| \| \| \| \| \| \| \| \| \| \| \| \| \| \| \| \| \| \| \| \| \| \| \| \| \| \| \| \| \| \| \| Clinton Coot \| Clinton Coot \| Clinton Coot \| Clinton Coot \| Clinton Coot \| Clinton Coot \| \| \| Gertrude Gadwall \| Gertrude Gadwall \| Gertrude Gadwall \| Gertrude Gadwall \| Gertrude Gadwall \| Gertrude Gadwall \| \| \| \| \| \| \| \| \| \| \| \| \| \| \| \| \| \| \| \| \| \| \| "Dirty" Dingus McDuck \| "Dirty" Dingus McDuck \| "Dirty" Dingus McDuck \| "Dirty" Dingus McDuck \| "Dirty" Dingus McDuck \| "Dirty" Dingus McDuck \| \| \| Molly Mallard \| Molly Mallard \| Molly Mallard \| Molly Mallard \| Molly Mallard \| Molly Mallard \| \| \| Quagmire McDuck \| Quagmire McDuck \| Quagmire McDuck \| Quagmire McDuck \| Quagmire McDuck \| Quagmire McDuck \| \| \| \| \| \| \| \| \| \| \| \| \| \| \| \| \| \| \| \| \| \| \| \| \| \| \| \| \| \| \| \| \| \| \| \| \| \| \| \| \| \| \| \| \| \| \| \| \| \| \| \| \| \| \| \| \| \| \| \| \| \| \| \| \| \| \| \| \| \| \| \| \| \| \| \| \| \| \| \| \| \| \| \| \| \| \| \| \| \| \| \| \| \| \| \| \| \| \| \| \| \| \| \| \| \| \| \| \| \| \| \| \| \| \| \| \| \| \| \| \| \| \| \| \| \| \| \| \| \| \| \| \| \| \| \| \| \| \| \| \| \| \| \| \| \| \| \| \| \| \| \| \| \| \| \| \| \| \| \| \| \| \| \| \| \| \| \| \| \| \| \| \| \| \| \| \| \| \| \| \| \| \| \| \| \| \| \| \| \| \| \| \| \| \| \| \| \| \| \| \| \| \| \| \| \| \| \| \| \| \| \| \| \| \| \| \| \| \| \| \| \| \| \| \| \| \| \| \| \| \| \| \| \| \| \| \| \| \| \| \| \| \| \| \| \| \| \| \| \| \| \| \| \| Casey Coot \| Casey Coot \| Casey Coot \| Casey Coot \| Casey Coot \| Casey Coot \| \| \| Gretchen Grebe \| Gretchen Grebe \| Gretchen Grebe \| Gretchen Grebe \| Gretchen Grebe \| Gretchen Grebe \| \| \| \| \| \| \| \| \| \| \| \| \| \| \| \| \| \| \| Humperdink Duck \| Humperdink Duck \| Humperdink Duck \| Humperdink Duck \| Humperdink Duck \| Humperdink Duck \| \| \| Elvira "Grandma Duck" Coot \| Elvira "Grandma Duck" Coot \| Elvira "Grandma Duck" Coot \| Elvira "Grandma Duck" Coot \| Elvira "Grandma Duck" Coot \| Elvira "Grandma Duck" Coot \| \| \| Angus "Pothole" McDuck \| Angus "Pothole" McDuck \| Angus "Pothole" McDuck \| Angus "Pothole" McDuck \| Angus "Pothole" McDuck \| Angus "Pothole" McDuck \| \| \| Jake McDuck \| Jake McDuck \| Jake McDuck \| Jake McDuck \| Jake McDuck \| Jake McDuck \| \| \| Fergus "Old Scotty" McDuck \| Fergus "Old Scotty" McDuck \| Fergus "Old Scotty" McDuck \| Fergus "Old Scotty" McDuck \| Fergus "Old Scotty" McDuck \| Fergus "Old Scotty" McDuck \| \| \| Downy O'Drake \| Downy O'Drake \| Downy O'Drake \| Downy O'Drake \| Downy O'Drake \| Downy O'Drake \| \| \| \| \| \| \| \| \| \| \| \| \| \| \| \| \| \| \| \| \| \| \| \| \| \| \| \| \| \| \| \| Casey Coot \| Casey Coot \| Casey Coot \| Casey Coot \| Casey Coot \| Casey Coot \| \| \| Gretchen Grebe \| Gretchen Grebe \| Gretchen Grebe \| Gretchen Grebe \| Gretchen Grebe \| Gretchen Grebe \| \| \| \| \| \| \| \| \| \| \| \| \| \| \| \| \| \| \| Humperdink Duck \| Humperdink Duck \| Humperdink Duck \| Humperdink Duck \| Humperdink Duck \| Humperdink Duck \| \| \| Elvira "Grandma Duck" Coot \| Elvira "Grandma Duck" Coot \| Elvira "Grandma Duck" Coot \| Elvira "Grandma Duck" Coot \| Elvira "Grandma Duck" Coot \| Elvira "Grandma Duck" Coot \| \| \| Angus "Pothole" McDuck \| Angus "Pothole" McDuck \| Angus "Pothole" McDuck \| Angus "Pothole" McDuck \| Angus "Pothole" McDuck \| Angus "Pothole" McDuck \| \| \| Jake McDuck \| Jake McDuck \| Jake McDuck \| Jake McDuck \| Jake McDuck \| Jake McDuck \| \| \| Fergus "Old Scotty" McDuck \| Fergus "Old Scotty" McDuck \| Fergus "Old Scotty" McDuck \| Fergus "Old Scotty" McDuck \| Fergus "Old Scotty" McDuck \| Fergus "Old Scotty" McDuck \| \| \| Downy O'Drake \| Downy O'Drake \| Downy O'Drake \| Downy O'Drake \| Downy O'Drake \| Downy O'Drake \| \| \| \| \| \| \| \| \| \| \| \| \| \| \| \| \| \| \| \| \| \| \| \| \| \| \| \| \| \| \| \| \| \| \| \| \| \| \| \| \| \| \| \| \| \| \| \| \| \| \| \| \| \| \| \| \| \| \| \| \| \| \| \| \| \| \| \| \| \| \| \| \| \| \| \| \| \| \| \| \| \| \| \| \| \| \| \| \| \| \| \| \| \| \| \| \| \| \| \| \| \| \| \| \| \| \| \| \| \| \| \| \| \| \| \| \| \| \| \| \| \| \| \| \| \| \| \| \| \| \| \| \| \| \| \| \| \| \| \| \| \| \| \| \| \| \| \| \| \| \| \| \| \| \| \| \| \| \| \| \| \| \| \| \| \| \| \| \| \| \| \| \| \| \| \| \| \| \| \| \| \| \| \| \| \| \| \| \| \| \| \| \| \| \| \| \| \| \| \| \| \| \| \| \| \| \| \| \| \| \| \| \| \| \| \| \| \| \| \| \| \| \| \| \| \| \| \| \| \| \| \| \| \| \| \| \| \| \| \| \| \| \| \| \| \| Cuthbert Coot \| Cuthbert Coot \| Cuthbert Coot \| Cuthbert Coot \| Cuthbert Coot \| Cuthbert Coot \| \| \| Luke The Goose \| Luke The Goose \| Luke The Goose \| Luke The Goose \| Luke The Goose \| Luke The Goose \| \| \| Fanny Coot \| Fanny Coot \| Fanny Coot \| Fanny Coot \| Fanny Coot \| Fanny Coot \| \| \| Eider Duck \| Eider Duck \| Eider Duck \| Eider Duck \| Eider Duck \| Eider Duck \| \| \| Lulubelle Loon \| Lulubelle Loon \| Lulubelle Loon \| Lulubelle Loon \| Lulubelle Loon \| Lulubelle Loon \| \| \| Goostave Gander \| Goostave Gander \| Goostave Gander \| Goostave Gander \| Goostave Gander \| Goostave Gander \| \| \| Daphne Duck \| Daphne Duck \| Daphne Duck \| Daphne Duck \| Daphne Duck \| Daphne Duck \| \| \| Quackmore Duck \| Quackmore Duck \| Quackmore Duck \| Quackmore Duck \| Quackmore Duck \| Quackmore Duck \| \| \| Hortense McDuck \| Hortense McDuck \| Hortense McDuck \| Hortense McDuck \| Hortense McDuck \| Hortense McDuck \| \| \| Scrooge McDuck \| Scrooge McDuck \| Scrooge McDuck \| Scrooge McDuck \| Scrooge McDuck \| Scrooge McDuck \| \| \| Matilda McDuck \| Matilda McDuck \| Matilda McDuck \| Matilda McDuck \| Matilda McDuck \| Matilda McDuck \| \| \| \| \| \| \| \| \| \| \| \| \| \| \| \| \| \| \| \| \| \| \| \| Cuthbert Coot \| Cuthbert Coot \| Cuthbert Coot \| Cuthbert Coot \| Cuthbert Coot \| Cuthbert Coot \| \| \| Luke The Goose \| Luke The Goose \| Luke The Goose \| Luke The Goose \| Luke The Goose \| Luke The Goose \| \| \| Fanny Coot \| Fanny Coot \| Fanny Coot \| Fanny Coot \| Fanny Coot \| Fanny Coot \| \| \| Eider Duck \| Eider Duck \| Eider Duck \| Eider Duck \| Eider Duck \| Eider Duck \| \| \| Lulubelle Loon \| Lulubelle Loon \| Lulubelle Loon \| Lulubelle Loon \| Lulubelle Loon \| Lulubelle Loon \| \| \| Goostave Gander \| Goostave Gander \| Goostave Gander \| Goostave Gander \| Goostave Gander \| Goostave Gander \| \| \| Daphne Duck \| Daphne Duck \| Daphne Duck \| Daphne Duck \| Daphne Duck \| Daphne Duck \| \| \| Quackmore Duck \| Quackmore Duck \| Quackmore Duck \| Quackmore Duck \| Quackmore Duck \| Quackmore Duck \| \| \| Hortense McDuck \| Hortense McDuck \| Hortense McDuck \| Hortense McDuck \| Hortense McDuck \| Hortense McDuck \| \| \| Scrooge McDuck \| Scrooge McDuck \| Scrooge McDuck \| Scrooge McDuck \| Scrooge McDuck \| Scrooge McDuck \| \| \| Matilda McDuck \| Matilda McDuck \| Matilda McDuck \| Matilda McDuck \| Matilda McDuck \| Matilda McDuck \| \| \| \| \| \| \| \| \| \| \| \| \| \| \| \| \| \| \| \| \| \| \| \| \| \| \| \| \| \| \| \| \| \| \| \| \| \| \| \| \| \| \| \| \| \| \| \| \| \| \| \| \| \| \| \| \| \| \| \| \| \| \| \| \| \| \| \| \| \| \| \| \| \| \| \| \| \| \| \| \| \| \| \| \| \| \| \| \| \| \| \| \| \| \| \| \| \| \| \| \| \| \| \| \| \| \| \| \| \| \| \| \| \| \| \| \| \| \| \| \| \| \| \| \| \| \| \| \| \| \| \| \| \| \| \| \| \| \| \| \| \| \| \| \| \| \| \| \| \| \| \| \| \| \| \| \| \| \| \| \| \| \| \| \| \| \| \| \| \| \| \| \| \| \| \| \| \| \| \| \| \| \| \| \| \| \| \| \| \| \| \| \| \| \| \| \| \| \| \| \| \| \| \| \| \| \| \| \| \| \| \| \| \| \| \| \| \| \| \| \| \| \| \| \| \| \| \| \| \| \| \| \| \| \| \| \| \| \| \| \| \| \| \| \| \| \| \| \| \| \| \| \| \| Gus Goose \| Gus Goose \| Gus Goose \| Gus Goose \| Gus Goose \| Gus Goose \| \| \| \| \| \| \| Abner "Whitewater" Duck \| Abner "Whitewater" Duck \| Abner "Whitewater" Duck \| Abner "Whitewater" Duck \| Abner "Whitewater" Duck \| Abner "Whitewater" Duck \| \| \| Fethry Duck \| Fethry Duck \| Fethry Duck \| Fethry Duck \| Fethry Duck \| Fethry Duck \| \| \| \| \| \| \| Gladstone Gander \| Gladstone Gander \| Gladstone Gander \| Gladstone Gander \| Gladstone Gander \| Gladstone Gander \| \| \| \| \| \| \| Donald Duck \| Donald Duck \| Donald Duck \| Donald Duck \| Donald Duck \| Donald Duck \| \| \| Della Duck \| Della Duck \| Della Duck \| Della Duck \| Della Duck \| Della Duck \| \| \| ? \| ? \| ? \| ? \| ? \| ? \| \| \| \| \| \| \| \| \| \| \| \| \| \| \| \| \| \| \| \| \| \| \| \| \| \| \| \| \| \| \| \| \| \| \| \| \| \| \| \| \| \| \| \| Gus Goose \| Gus Goose \| Gus Goose \| Gus Goose \| Gus Goose \| Gus Goose \| \| \| \| \| \| \| Abner "Whitewater" Duck \| Abner "Whitewater" Duck \| Abner "Whitewater" Duck \| Abner "Whitewater" Duck \| Abner "Whitewater" Duck \| Abner "Whitewater" Duck \| \| \| Fethry Duck \| Fethry Duck \| Fethry Duck \| Fethry Duck \| Fethry Duck \| Fethry Duck \| \| \| \| \| \| \| Gladstone Gander \| Gladstone Gander \| Gladstone Gander \| Gladstone Gander \| Gladstone Gander \| Gladstone Gander \| \| \| \| \| \| \| Donald Duck \| Donald Duck \| Donald Duck \| Donald Duck \| Donald Duck \| Donald Duck \| \| \| Della Duck \| Della Duck \| Della Duck \| Della Duck \| Della Duck \| Della Duck \| \| \| ? \| ? \| ? \| ? \| ? \| ? \| \| \| \| \| \| \| \| \| \| \| \| \| \| \| \| \| \| \| \| \| \| \| \| \| \| \| \| \| \| \| \| \| \| \| \| \| \| \| \| \| \| \| \| \| \| \| \| \| \| \| \| \| \| \| \| \| \| \| \| \| \| \| \| \| \| \| \| \| \| \| \| \| \| \| \| \| \| \| \| \| \| \| \| \| \| \| \| \| \| \| \| \| \| \| \| \| \| \| \| \| \| \| \| \| \| \| \| \| \| \| \| \| \| \| \| \| \| \| \| \| \| \| \| \| \| \| \| \| \| \| \| \| \| \| \| \| \| \| \| \| \| \| \| \| \| \| \| \| \| \| \| \| \| \| \| \| \| \| \| \| \| \| \| \| \| \| \| \| \| \| \| \| \| \| \| \| \| \| \| \| \| \| \| \| \| \| \| \| \| \| \| \| \| \| \| \| \| \| \| \| \| \| \| \| \| \| \| \| \| \| \| \| \| \| \| \| \| \| \| \| \| \| \| \| \| \| \| \| \| \| \| \| \| \| \| \| \| \| \| \| \| \| \| \| \| \| \| \| \| \| \| \| \| \| \| \| \| \| \| \| \| \| \| \| \| \| \| \| \| \| \| \| \| \| \| \| \| \| \| \| \| \| \| \| \| \| \| \| \| \| \| \| \| \| \| \| \| \| \| \| \| \| \| \| \| \| \| \| \| Huey Duck \| Huey Duck \| Huey Duck \| Huey Duck \| Huey Duck \| Huey Duck \| \| \| Dewey Duck \| Dewey Duck \| Dewey Duck \| Dewey Duck \| Dewey Duck \| Dewey Duck \| \| \| Louie Duck \| Louie Duck \| Louie Duck \| Louie Duck \| Louie Duck \| Louie Duck \| \| \| \| \| \| \| \| \| \| \| \| \| \| \| \| \| \| \| \| \| \| \| \| \| \| \| Familia Coot Familia Goose Familia Duck Familia Gander Clan McDuck |               |               |               |               |               |            |            |                |                |                |                |                |                |                |                |                |                |            |            |                |              |              |              |                         |                         |                         |                         |                         |                         |                  |                  |                  |                  |                |                |                                 |                                 |                                 |                                 |                                 |                                 |                 |                 |                            |                            |                            |                            |                            |                            |             |             |                               |                               |                               |                               |                               |                               |                             |                             |                                   |                                   |                                   |                                   |                                   |                                   |                                  |                                  |                                  |                                  |                                |                                |                                |                                |                             |                             |                             |                             |                             |                             |                             |                             |                |                |                |                |  |  |  |  |  |  |  |  |  |  |  |  |  |  |  |  |  |  |  |  |  |  |
| |               |               |               |               |               |            |            |                |                |                |                |                |                |                |                |                |                |            |            |                |              |              |              |                         |                         |                         |                         |                         |                         |                  |                  |                  |                  |                |                |                                 |                                 |                                 |                                 |                                 |                                 |                 |                 |                            |                            |                            |                            |                            |                            |             |             |                               |                               |                               |                               | Sir Eider McDuck (ancestro)   | Sir Eider McDuck (ancestro)   | Sir Eider McDuck (ancestro) | Sir Eider McDuck (ancestro) | Sir Eider McDuck (ancestro)       | Sir Eider McDuck (ancestro)       |                                   |                                   | Hugh "Seafoam" McDuck (ancestro)  | Hugh "Seafoam" McDuck (ancestro)  | Hugh "Seafoam" McDuck (ancestro) | Hugh "Seafoam" McDuck (ancestro) | Hugh "Seafoam" McDuck (ancestro) | Hugh "Seafoam" McDuck (ancestro) |                                |                                | Sir Stuft McDuck (ancestro)    | Sir Stuft McDuck (ancestro)    | Sir Stuft McDuck (ancestro) | Sir Stuft McDuck (ancestro) | Sir Stuft McDuck (ancestro) | Sir Stuft McDuck (ancestro) |                             |                             |                             |                             |                |                |                |                |  |  |  |  |  |  |  |  |  |  |  |  |  |  |  |  |  |  |  |  |  |  |
| |               |               |               |               |               |            |            |                |                |                |                |                |                |                |                |                |                |            |            |                |              |              |              |                         |                         |                         |                         |                         |                         |                  |                  |                  |                  |                |                |                                 |                                 |                                 |                                 |                                 |                                 |                 |                 |                            |                            |                            |                            |                            |                            |             |             |                               |                               |                               |                               | Sir Eider McDuck (ancestro)   | Sir Eider McDuck (ancestro)   | Sir Eider McDuck (ancestro) | Sir Eider McDuck (ancestro) | Sir Eider McDuck (ancestro)       | Sir Eider McDuck (ancestro)       |                                   |                                   | Hugh "Seafoam" McDuck (ancestro)  | Hugh "Seafoam" McDuck (ancestro)  | Hugh "Seafoam" McDuck (ancestro) | Hugh "Seafoam" McDuck (ancestro) | Hugh "Seafoam" McDuck (ancestro) | Hugh "Seafoam" McDuck (ancestro) |                                |                                | Sir Stuft McDuck (ancestro)    | Sir Stuft McDuck (ancestro)    | Sir Stuft McDuck (ancestro) | Sir Stuft McDuck (ancestro) | Sir Stuft McDuck (ancestro) | Sir Stuft McDuck (ancestro) |                             |                             |                             |                             |                |                |                |                |  |  |  |  |  |  |  |  |  |  |  |  |  |  |  |  |  |  |  |  |  |  |
| |               |               |               |               |               |            |            |                |                |                |                |                |                |                |                |                |                |            |            |                |              |              |              |                         |                         |                         |                         |                         |                         |                  |                  |                  |                  |                |                | "Bo'sn" Pintail Duck (ancestro) | "Bo'sn" Pintail Duck (ancestro) | "Bo'sn" Pintail Duck (ancestro) | "Bo'sn" Pintail Duck (ancestro) | "Bo'sn" Pintail Duck (ancestro) | "Bo'sn" Pintail Duck (ancestro) |                 |                 |                            |                            |                            |                            |                            |                            |             |             | Sir Quackly McDuck (ancestro) | Sir Quackly McDuck (ancestro) | Sir Quackly McDuck (ancestro) | Sir Quackly McDuck (ancestro) | Sir Quackly McDuck (ancestro) | Sir Quackly McDuck (ancestro) |                             |                             | Malcolm "Matey" McDuck (ancestro) | Malcolm "Matey" McDuck (ancestro) | Malcolm "Matey" McDuck (ancestro) | Malcolm "Matey" McDuck (ancestro) | Malcolm "Matey" McDuck (ancestro) | Malcolm "Matey" McDuck (ancestro) |                                  |                                  | Sir Swampole McDuck (ancestro)   | Sir Swampole McDuck (ancestro)   | Sir Swampole McDuck (ancestro) | Sir Swampole McDuck (ancestro) | Sir Swampole McDuck (ancestro) | Sir Swampole McDuck (ancestro) |                             |                             | Sir Roast McDuck (ancestro) | Sir Roast McDuck (ancestro) | Sir Roast McDuck (ancestro) | Sir Roast McDuck (ancestro) | Sir Roast McDuck (ancestro) | Sir Roast McDuck (ancestro) |                |                |                |                |  |  |  |  |  |  |  |  |  |  |  |  |  |  |  |  |  |  |  |  |  |  |
| |               |               |               |               |               |            |            |                |                |                |                |                |                |                |                |                |                |            |            | Cornelius Coot |              |              |              |                         |                         |                         |                         |                         |                         |                  |                  |                  |                  |                |                | "Bo'sn" Pintail Duck (ancestro) | "Bo'sn" Pintail Duck (ancestro) | "Bo'sn" Pintail Duck (ancestro) | "Bo'sn" Pintail Duck (ancestro) | "Bo'sn" Pintail Duck (ancestro) | "Bo'sn" Pintail Duck (ancestro) |                 |                 |                            |                            |                            |                            |                            |                            |             |             | Sir Quackly McDuck (ancestro) | Sir Quackly McDuck (ancestro) | Sir Quackly McDuck (ancestro) | Sir Quackly McDuck (ancestro) | Sir Quackly McDuck (ancestro) | Sir Quackly McDuck (ancestro) |                             |                             | Malcolm "Matey" McDuck (ancestro) | Malcolm "Matey" McDuck (ancestro) | Malcolm "Matey" McDuck (ancestro) | Malcolm "Matey" McDuck (ancestro) | Malcolm "Matey" McDuck (ancestro) | Malcolm "Matey" McDuck (ancestro) |                                  |                                  | Sir Swampole McDuck (ancestro)   | Sir Swampole McDuck (ancestro)   | Sir Swampole McDuck (ancestro) | Sir Swampole McDuck (ancestro) | Sir Swampole McDuck (ancestro) | Sir Swampole McDuck (ancestro) |                             |                             | Sir Roast McDuck (ancestro) | Sir Roast McDuck (ancestro) | Sir Roast McDuck (ancestro) | Sir Roast McDuck (ancestro) | Sir Roast McDuck (ancestro) | Sir Roast McDuck (ancestro) |                |                |                |                |  |  |  |  |  |  |  |  |  |  |  |  |  |  |  |  |  |  |  |  |  |  |
| |               |               |               |               |               |            |            |                |                |                |                |                |                |                |                |                |                |            |            |                |              |              |              |                         |                         |                         |                         |                         |                         |                  |                  |                  |                  |                |                |                                 |                                 |                                 |                                 |                                 |                                 |                 |                 |                            |                            |                            |                            |                            |                            |             |             |                               |                               |                               |                               |                               |                               |                             |                             |                                   |                                   |                                   |                                   |                                   |                                   |                                  |                                  |                                  |                                  |                                |                                |                                |                                |                             |                             |                             |                             |                             |                             |                             |                             |                |                |                |                |  |  |  |  |  |  |  |  |  |  |  |  |  |  |  |  |  |  |  |  |  |  |
| |               |               |               |               |               |            |            |                |                |                |                |                |                |                |                |                |                |            |            |                |              |              |              |                         |                         |                         |                         |                         |                         |                  |                  |                  |                  |                |                |                                 |                                 |                                 |                                 |                                 |                                 |                 |                 |                            |                            |                            |                            |                            |                            |             |             |                               |                               |                               |                               |                               |                               |                             |                             |                                   |                                   |                                   |                                   |                                   |                                   |                                  |                                  |                                  |                                  |                                |                                |                                |                                |                             |                             |                             |                             |                             |                             |                             |                             |                |                |                |                |  |  |  |  |  |  |  |  |  |  |  |  |  |  |  |  |  |  |  |  |  |  |
| |               |               |               |               |               |            |            |                |                |                |                |                |                |                |                |                |                |            |            |                |              |              |              |                         |                         |                         |                         |                         |                         |                  |                  |                  |                  |                |                |                                 |                                 |                                 |                                 |                                 |                                 |                 |                 |                            |                            |                            |                            |                            |                            |             |             |                               |                               |                               |                               |                               |                               |                             |                             |                                   |                                   |                                   |                                   |                                   |                                   |                                  |                                  |                                  |                                  |                                |                                |                                |                                |                             |                             |                             |                             |                             |                             |                             |                             |                |                |                |                |  |  |  |  |  |  |  |  |  |  |  |  |  |  |  |  |  |  |  |  |  |  |
| |               |               |               |               |               |            |            |                |                |                |                |                |                |                |                |                |                |            |            | Clinton Coot   | Clinton Coot | Clinton Coot | Clinton Coot | Clinton Coot            | Clinton Coot            |                         |                         | Gertrude Gadwall        | Gertrude Gadwall        | Gertrude Gadwall | Gertrude Gadwall | Gertrude Gadwall | Gertrude Gadwall |                |                |                                 |                                 |                                 |                                 |                                 |                                 |                 |                 |                            |                            |                            |                            |                            |                            |             |             |                               |                               |                               |                               | "Dirty" Dingus McDuck         | "Dirty" Dingus McDuck         | "Dirty" Dingus McDuck       | "Dirty" Dingus McDuck       | "Dirty" Dingus McDuck             | "Dirty" Dingus McDuck             |                                   |                                   | Molly Mallard                     | Molly Mallard                     | Molly Mallard                    | Molly Mallard                    | Molly Mallard                    | Molly Mallard                    |                                |                                | Quagmire McDuck                | Quagmire McDuck                | Quagmire McDuck             | Quagmire McDuck             | Quagmire McDuck             | Quagmire McDuck             |                             |                             |                             |                             |                |                |                |                |  |  |  |  |  |  |  |  |  |  |  |  |  |  |  |  |  |  |  |  |  |  |
| |               |               |               |               |               |            |            |                |                |                |                |                |                |                |                |                |                |            |            | Clinton Coot   | Clinton Coot | Clinton Coot | Clinton Coot | Clinton Coot            | Clinton Coot            |                         |                         | Gertrude Gadwall        | Gertrude Gadwall        | Gertrude Gadwall | Gertrude Gadwall | Gertrude Gadwall | Gertrude Gadwall |                |                |                                 |                                 |                                 |                                 |                                 |                                 |                 |                 |                            |                            |                            |                            |                            |                            |             |             |                               |                               |                               |                               | "Dirty" Dingus McDuck         | "Dirty" Dingus McDuck         | "Dirty" Dingus McDuck       | "Dirty" Dingus McDuck       | "Dirty" Dingus McDuck             | "Dirty" Dingus McDuck             |                                   |                                   | Molly Mallard                     | Molly Mallard                     | Molly Mallard                    | Molly Mallard                    | Molly Mallard                    | Molly Mallard                    |                                |                                | Quagmire McDuck                | Quagmire McDuck                | Quagmire McDuck             | Quagmire McDuck             | Quagmire McDuck             | Quagmire McDuck             |                             |                             |                             |                             |                |                |                |                |  |  |  |  |  |  |  |  |  |  |  |  |  |  |  |  |  |  |  |  |  |  |
| |               |               |               |               |               |            |            |                |                |                |                |                |                |                |                |                |                |            |            |                |              |              |              |                         |                         |                         |                         |                         |                         |                  |                  |                  |                  |                |                |                                 |                                 |                                 |                                 |                                 |                                 |                 |                 |                            |                            |                            |                            |                            |                            |             |             |                               |                               |                               |                               |                               |                               |                             |                             |                                   |                                   |                                   |                                   |                                   |                                   |                                  |                                  |                                  |                                  |                                |                                |                                |                                |                             |                             |                             |                             |                             |                             |                             |                             |                |                |                |                |  |  |  |  |  |  |  |  |  |  |  |  |  |  |  |  |  |  |  |  |  |  |
| |               |               |               |               |               |            |            |                |                |                |                |                |                |                |                |                |                |            |            |                |              |              |              |                         |                         |                         |                         |                         |                         |                  |                  |                  |                  |                |                |                                 |                                 |                                 |                                 |                                 |                                 |                 |                 |                            |                            |                            |                            |                            |                            |             |             |                               |                               |                               |                               |                               |                               |                             |                             |                                   |                                   |                                   |                                   |                                   |                                   |                                  |                                  |                                  |                                  |                                |                                |                                |                                |                             |                             |                             |                             |                             |                             |                             |                             |                |                |                |                |  |  |  |  |  |  |  |  |  |  |  |  |  |  |  |  |  |  |  |  |  |  |
| |               |               |               | Casey Coot    | Casey Coot    | Casey Coot | Casey Coot | Casey Coot     | Casey Coot     |                |                | Gretchen Grebe | Gretchen Grebe | Gretchen Grebe | Gretchen Grebe | Gretchen Grebe | Gretchen Grebe |            |            |                |              |              |              |                         |                         |                         |                         |                         |                         |                  |                  |                  |                  |                |                | Humperdink Duck                 | Humperdink Duck                 | Humperdink Duck                 | Humperdink Duck                 | Humperdink Duck                 | Humperdink Duck                 |                 |                 | Elvira "Grandma Duck" Coot | Elvira "Grandma Duck" Coot | Elvira "Grandma Duck" Coot | Elvira "Grandma Duck" Coot | Elvira "Grandma Duck" Coot | Elvira "Grandma Duck" Coot |             |             | Angus "Pothole" McDuck        | Angus "Pothole" McDuck        | Angus "Pothole" McDuck        | Angus "Pothole" McDuck        | Angus "Pothole" McDuck        | Angus "Pothole" McDuck        |                             |                             | Jake McDuck                       | Jake McDuck                       | Jake McDuck                       | Jake McDuck                       | Jake McDuck                       | Jake McDuck                       |                                  |                                  | Fergus "Old Scotty" McDuck       | Fergus "Old Scotty" McDuck       | Fergus "Old Scotty" McDuck     | Fergus "Old Scotty" McDuck     | Fergus "Old Scotty" McDuck     | Fergus "Old Scotty" McDuck     |                             |                             | Downy O'Drake               | Downy O'Drake               | Downy O'Drake               | Downy O'Drake               | Downy O'Drake               | Downy O'Drake               |                |                |                |                |  |  |  |  |  |  |  |  |  |  |  |  |  |  |  |  |  |  |  |  |  |  |
| |               |               |               | Casey Coot    | Casey Coot    | Casey Coot | Casey Coot | Casey Coot     | Casey Coot     |                |                | Gretchen Grebe | Gretchen Grebe | Gretchen Grebe | Gretchen Grebe | Gretchen Grebe | Gretchen Grebe |            |            |                |              |              |              |                         |                         |                         |                         |                         |                         |                  |                  |                  |                  |                |                | Humperdink Duck                 | Humperdink Duck                 | Humperdink Duck                 | Humperdink Duck                 | Humperdink Duck                 | Humperdink Duck                 |                 |                 | Elvira "Grandma Duck" Coot | Elvira "Grandma Duck" Coot | Elvira "Grandma Duck" Coot | Elvira "Grandma Duck" Coot | Elvira "Grandma Duck" Coot | Elvira "Grandma Duck" Coot |             |             | Angus "Pothole" McDuck        | Angus "Pothole" McDuck        | Angus "Pothole" McDuck        | Angus "Pothole" McDuck        | Angus "Pothole" McDuck        | Angus "Pothole" McDuck        |                             |                             | Jake McDuck                       | Jake McDuck                       | Jake McDuck                       | Jake McDuck                       | Jake McDuck                       | Jake McDuck                       |                                  |                                  | Fergus "Old Scotty" McDuck       | Fergus "Old Scotty" McDuck       | Fergus "Old Scotty" McDuck     | Fergus "Old Scotty" McDuck     | Fergus "Old Scotty" McDuck     | Fergus "Old Scotty" McDuck     |                             |                             | Downy O'Drake               | Downy O'Drake               | Downy O'Drake               | Downy O'Drake               | Downy O'Drake               | Downy O'Drake               |                |                |                |                |  |  |  |  |  |  |  |  |  |  |  |  |  |  |  |  |  |  |  |  |  |  |
| |               |               |               |               |               |            |            |                |                |                |                |                |                |                |                |                |                |            |            |                |              |              |              |                         |                         |                         |                         |                         |                         |                  |                  |                  |                  |                |                |                                 |                                 |                                 |                                 |                                 |                                 |                 |                 |                            |                            |                            |                            |                            |                            |             |             |                               |                               |                               |                               |                               |                               |                             |                             |                                   |                                   |                                   |                                   |                                   |                                   |                                  |                                  |                                  |                                  |                                |                                |                                |                                |                             |                             |                             |                             |                             |                             |                             |                             |                |                |                |                |  |  |  |  |  |  |  |  |  |  |  |  |  |  |  |  |  |  |  |  |  |  |
| |               |               |               |               |               |            |            |                |                |                |                |                |                |                |                |                |                |            |            |                |              |              |              |                         |                         |                         |                         |                         |                         |                  |                  |                  |                  |                |                |                                 |                                 |                                 |                                 |                                 |                                 |                 |                 |                            |                            |                            |                            |                            |                            |             |             |                               |                               |                               |                               |                               |                               |                             |                             |                                   |                                   |                                   |                                   |                                   |                                   |                                  |                                  |                                  |                                  |                                |                                |                                |                                |                             |                             |                             |                             |                             |                             |                             |                             |                |                |                |                |  |  |  |  |  |  |  |  |  |  |  |  |  |  |  |  |  |  |  |  |  |  |
| Cuthbert Coot | Cuthbert Coot | Cuthbert Coot | Cuthbert Coot | Cuthbert Coot | Cuthbert Coot |            |            | Luke The Goose | Luke The Goose | Luke The Goose | Luke The Goose | Luke The Goose | Luke The Goose |                |                | Fanny Coot     | Fanny Coot     | Fanny Coot | Fanny Coot | Fanny Coot     | Fanny Coot   |              |              | Eider Duck              | Eider Duck              | Eider Duck              | Eider Duck              | Eider Duck              | Eider Duck              |                  |                  | Lulubelle Loon   | Lulubelle Loon   | Lulubelle Loon | Lulubelle Loon | Lulubelle Loon                  | Lulubelle Loon                  |                                 |                                 | Goostave Gander                 | Goostave Gander                 | Goostave Gander | Goostave Gander | Goostave Gander            | Goostave Gander            |                            |                            | Daphne Duck                | Daphne Duck                | Daphne Duck | Daphne Duck | Daphne Duck                   | Daphne Duck                   |                               |                               | Quackmore Duck                | Quackmore Duck                | Quackmore Duck              | Quackmore Duck              | Quackmore Duck                    | Quackmore Duck                    |                                   |                                   | Hortense McDuck                   | Hortense McDuck                   | Hortense McDuck                  | Hortense McDuck                  | Hortense McDuck                  | Hortense McDuck                  |                                |                                | Scrooge McDuck                 | Scrooge McDuck                 | Scrooge McDuck              | Scrooge McDuck              | Scrooge McDuck              | Scrooge McDuck              |                             |                             | Matilda McDuck              | Matilda McDuck              | Matilda McDuck | Matilda McDuck | Matilda McDuck | Matilda McDuck |  |  |  |  |  |  |  |  |  |  |  |  |  |  |  |  |  |  |  |  |  |  |
| Cuthbert Coot | Cuthbert Coot | Cuthbert Coot | Cuthbert Coot | Cuthbert Coot | Cuthbert Coot |            |            | Luke The Goose | Luke The Goose | Luke The Goose | Luke The Goose | Luke The Goose | Luke The Goose |                |                | Fanny Coot     | Fanny Coot     | Fanny Coot | Fanny Coot | Fanny Coot     | Fanny Coot   |              |              | Eider Duck              | Eider Duck              | Eider Duck              | Eider Duck              | Eider Duck              | Eider Duck              |                  |                  | Lulubelle Loon   | Lulubelle Loon   | Lulubelle Loon | Lulubelle Loon | Lulubelle Loon                  | Lulubelle Loon                  |                                 |                                 | Goostave Gander                 | Goostave Gander                 | Goostave Gander | Goostave Gander | Goostave Gander            | Goostave Gander            |                            |                            | Daphne Duck                | Daphne Duck                | Daphne Duck | Daphne Duck | Daphne Duck                   | Daphne Duck                   |                               |                               | Quackmore Duck                | Quackmore Duck                | Quackmore Duck              | Quackmore Duck              | Quackmore Duck                    | Quackmore Duck                    |                                   |                                   | Hortense McDuck                   | Hortense McDuck                   | Hortense McDuck                  | Hortense McDuck                  | Hortense McDuck                  | Hortense McDuck                  |                                |                                | Scrooge McDuck                 | Scrooge McDuck                 | Scrooge McDuck              | Scrooge McDuck              | Scrooge McDuck              | Scrooge McDuck              |                             |                             | Matilda McDuck              | Matilda McDuck              | Matilda McDuck | Matilda McDuck | Matilda McDuck | Matilda McDuck |  |  |  |  |  |  |  |  |  |  |  |  |  |  |  |  |  |  |  |  |  |  |
| |               |               |               |               |               |            |            |                |                |                |                |                |                |                |                |                |                |            |            |                |              |              |              |                         |                         |                         |                         |                         |                         |                  |                  |                  |                  |                |                |                                 |                                 |                                 |                                 |                                 |                                 |                 |                 |                            |                            |                            |                            |                            |                            |             |             |                               |                               |                               |                               |                               |                               |                             |                             |                                   |                                   |                                   |                                   |                                   |                                   |                                  |                                  |                                  |                                  |                                |                                |                                |                                |                             |                             |                             |                             |                             |                             |                             |                             |                |                |                |                |  |  |  |  |  |  |  |  |  |  |  |  |  |  |  |  |  |  |  |  |  |  |
| |               |               |               |               |               |            |            |                |                |                |                |                |                |                |                |                |                |            |            |                |              |              |              |                         |                         |                         |                         |                         |                         |                  |                  |                  |                  |                |                |                                 |                                 |                                 |                                 |                                 |                                 |                 |                 |                            |                            |                            |                            |                            |                            |             |             |                               |                               |                               |                               |                               |                               |                             |                             |                                   |                                   |                                   |                                   |                                   |                                   |                                  |                                  |                                  |                                  |                                |                                |                                |                                |                             |                             |                             |                             |                             |                             |                             |                             |                |                |                |                |  |  |  |  |  |  |  |  |  |  |  |  |  |  |  |  |  |  |  |  |  |  |
| |               |               |               |               |               |            |            |                |                |                |                | Gus Goose      | Gus Goose      | Gus Goose      | Gus Goose      | Gus Goose      | Gus Goose      |            |            |                |              |              |              | Abner "Whitewater" Duck | Abner "Whitewater" Duck | Abner "Whitewater" Duck | Abner "Whitewater" Duck | Abner "Whitewater" Duck | Abner "Whitewater" Duck |                  |                  | Fethry Duck      | Fethry Duck      | Fethry Duck    | Fethry Duck    | Fethry Duck                     | Fethry Duck                     |                                 |                                 |                                 |                                 |                 |                 | Gladstone Gander           | Gladstone Gander           | Gladstone Gander           | Gladstone Gander           | Gladstone Gander           | Gladstone Gander           |             |             |                               |                               |                               |                               | Donald Duck                   | Donald Duck                   | Donald Duck                 | Donald Duck                 | Donald Duck                       | Donald Duck                       |                                   |                                   | Della Duck                        | Della Duck                        | Della Duck                       | Della Duck                       | Della Duck                       | Della Duck                       |                                |                                | ?                              | ?                              | ?                           | ?                           | ?                           | ?                           |                             |                             |                             |                             |                |                |                |                |  |  |  |  |  |  |  |  |  |  |  |  |  |  |  |  |  |  |  |  |  |  |
| |               |               |               |               |               |            |            |                |                |                |                | Gus Goose      | Gus Goose      | Gus Goose      | Gus Goose      | Gus Goose      | Gus Goose      |            |            |                |              |              |              | Abner "Whitewater" Duck | Abner "Whitewater" Duck | Abner "Whitewater" Duck | Abner "Whitewater" Duck | Abner "Whitewater" Duck | Abner "Whitewater" Duck |                  |                  | Fethry Duck      | Fethry Duck      | Fethry Duck    | Fethry Duck    | Fethry Duck                     | Fethry Duck                     |                                 |                                 |                                 |                                 |                 |                 | Gladstone Gander           | Gladstone Gander           | Gladstone Gander           | Gladstone Gander           | Gladstone Gander           | Gladstone Gander           |             |             |                               |                               |                               |                               | Donald Duck                   | Donald Duck                   | Donald Duck                 | Donald Duck                 | Donald Duck                       | Donald Duck                       |                                   |                                   | Della Duck                        | Della Duck                        | Della Duck                       | Della Duck                       | Della Duck                       | Della Duck                       |                                |                                | ?                              | ?                              | ?                           | ?                           | ?                           | ?                           |                             |                             |                             |                             |                |                |                |                |  |  |  |  |  |  |  |  |  |  |  |  |  |  |  |  |  |  |  |  |  |  |
| |               |               |               |               |               |            |            |                |                |                |                |                |                |                |                |                |                |            |            |                |              |              |              |                         |                         |                         |                         |                         |                         |                  |                  |                  |                  |                |                |                                 |                                 |                                 |                                 |                                 |                                 |                 |                 |                            |                            |                            |                            |                            |                            |             |             |                               |                               |                               |                               |                               |                               |                             |                             |                                   |                                   |                                   |                                   |                                   |                                   |                                  |                                  |                                  |                                  |                                |                                |                                |                                |                             |                             |                             |                             |                             |                             |                             |                             |                |                |                |                |  |  |  |  |  |  |  |  |  |  |  |  |  |  |  |  |  |  |  |  |  |  |
| |               |               |               |               |               |            |            |                |                |                |                |                |                |                |                |                |                |            |            |                |              |              |              |                         |                         |                         |                         |                         |                         |                  |                  |                  |                  |                |                |                                 |                                 |                                 |                                 |                                 |                                 |                 |                 |                            |                            |                            |                            |                            |                            |             |             |                               |                               |                               |                               |                               |                               |                             |                             |                                   |                                   |                                   |                                   |                                   |                                   |                                  |                                  |                                  |                                  |                                |                                |                                |                                |                             |                             |                             |                             |                             |                             |                             |                             |                |                |                |                |  |  |  |  |  |  |  |  |  |  |  |  |  |  |  |  |  |  |  |  |  |  |
| |               |               |               |               |               |            |            |                |                |                |                |                |                |                |                |                |                |            |            |                |              |              |              |                         |                         |                         |                         |                         |                         |                  |                  |                  |                  |                |                |                                 |                                 |                                 |                                 |                                 |                                 |                 |                 |                            |                            |                            |                            |                            |                            |             |             |                               |                               |                               |                               |                               |                               |                             |                             | Huey Duck                         | Huey Duck                         | Huey Duck                         | Huey Duck                         | Huey Duck                         | Huey Duck                         |                                  |                                  | Dewey Duck                       | Dewey Duck                       | Dewey Duck                     | Dewey Duck                     | Dewey Duck                     | Dewey Duck                     |                             |                             | Louie Duck                  | Louie Duck                  | Louie Duck                  | Louie Duck                  | Louie Duck                  | Louie Duck                  |                |                |                |                |  |  |  |  |  |  |  |  |  |  |  |  |  |  |  |  |  |  |  |  |  |  |

### Clan McPato

#### Fergus McPato
Fergus McPato es el segundo hijo de Dingus y Molly McPato, y el padre de Scrooge McPato. Como tal, es un personaje prominente en "The Life and Times of Scrooge McDuck". Nació en Glasgow en 1835, y pasó la mayor parte de su vida como trabajador de un molino.
Según una historia de William Van Horn, Fergus en algún momento tuvo un breve matrimonio con una mujer no identificada, con quien tuvo un hijo, Rumpus McFowl. Más tarde se casó con Downy O'Drake, su esposa en las historias de Rosa, quien se convirtió en madre de tres de sus hijos: Scrooge, Matilda y Hortense.
El resto de la biografía de Fergus se muestra en "The Life and Times of Scrooge McDuck". En 1877 animó a su hijo a trabajar para tener su propio dinero. La inteligencia obvia, la habilidad para el trabajo duro y la ambición de Scrooge hicieron que su padre creyera que Scrooge sería capaz de restaurar el Clan McDuck a su antigua gloria. En la historia "Of Ducks, Dimes, and Destinies", se revela que la primera moneda de diez centavos de Scrooge provino de Fergus, quien se la dio al hombre que la usó para pagarle a Scrooge por lustrar sus zapatos.
En 1885, las tierras hereditarias del Clan habrían sido confiscadas debido a la incapacidad de Fergus para pagar sus impuestos. Pero Scrooge gastó sus ahorros en ese momento ($10.000) para pagar los impuestos y convertirse en el nuevo dueño de sus tierras. Mientras Scrooge estaba fuera, Fergus y su familia regresaron al Castillo McPato, abandonado durante siglos en Dismal Downs. La familia siguió trabajando para pagar los impuestos y Scrooge les enviaba la mayor parte del dinero que ganaba mientras viajaba. Fergus enviudó en 1897.
Scrooge se hizo rico en Klondike y regresó a Escocia en 1902 como multimillonario. La intención de Scrooge era originalmente establecerse en Dismal Downs pero rápidamente cambió de opinión y decidió establecerse en los Estados Unidos. Quería llevarse a su familia con él, y mientras sus hermanas aceptaron, Fergus decidió quedarse. Murió durante la noche, a los 72 años, y se reunió con su esposa Downy y el resto del Clan McPato cuando sus tres hijos abandonaron Escocia.
En "The Old Castle's Other Secret or A Letter from Home" de Don Rosa, se revela que Fergus trató de encontrar el tesoro de los Caballeros Templarios escondido en el Castillo McPato por uno de sus antepasados, un Caballero mismo. Aunque Fergus decidió no contarle a Scrooge sobre el tesoro, se entera de él de otras maneras y, al igual que Matilda, cree que Fergus le ocultó el secreto porque desaprobaba a Scrooge. En medio de su camino hacia el tesoro, Scrooge, Matilda y los sobrinos de Scrooge encuentran una carta de Fergus, quien creía que Scrooge finalmente lo encontraría, revelando la razón por la que ocultó el secreto a su hijo es que Scrooge se sentiría mejor construyendo su propia fortuna en lugar de heredar una.
En animación, Fergus aparece en el episodio de la serie Patoaventuras de 1987 "Once Upon a Dime", que explora la historia de Scrooge, donde se le conoce como "McPapa". En la serie Patoaventuras de 2017, aparece en el episodio "The Secret(s) of Castle McDuck!", habiendo sobrevivido tanto él como su esposa hasta el día de hoy debido a que Scrooge reconstruyó el Castillo McPato usando piedras mágicas que otorgaron la inmortalidad a sus padres, siendo la relación de Scrooge y Fergus inicialmente tensa, y el último expresando una aparente desaprobación del primero, aunque en realidad estaba molesto porque Scrooge no había sido parte de su vida, y más tarde se reconcilian después de que Fergus revela que él fue quien le dio a Scrooge su primera moneda de diez centavos, a través de Burt el excavador, para darle el regalo de la "autosuficiencia" ya que no podía pagar un regalo adecuado para él.
En el videojuego de 1993 DuckTales 2, Scrooge y sus sobrinos encontraron una parte de un mapa del tesoro que conducía al tesoro perdido de un personaje llamado Fergus McDuck. Sin embargo, este Fergus no es el padre de Scrooge sino el tatarabuelo de Scrooge.

#### Downy McPato
Downy McPato (apellido de soltera O'Drake) es la madre de Scrooge McPato. Fue creada por Don Rosa y aparece por primera vez en "The Life and Times of Scrooge McDuck". Es de origen irlandés y nació en 1840.
Era una ama de casa y madre muy entregada. Se instaló en el Castillo McPato en Dismal Downs, el antiguo castillo del Clan McPato, junto con su familia en 1885. Murió en 1897, y fue enterrada en el cementerio de los McPato. Más tarde se le apareció a su esposo Fergus tras su propia muerte, y juntos se unieron a varios antepasados de los McPato.
En animación, hace una aparición junto a Fergus en la serie Patoaventuras de 2017 en el episodio "The Secret(s) of Castle McDuck!", habiendo sobrevivido tanto ella como su marido hasta el día de hoy debido a que Scrooge reconstruyó el Castillo McPato usando piedras mágicas que otorgaron la inmortalidad a sus padres.

#### Matilda McPato
Matilda McPato ("Matilda McDuck" en inglés) es una de la hermana menores de Scrooge McPato, hermana mayor de Hortense McPato, la tía materna Donald y Della Pato, y la tía abuela materna de Huey, Dewey y Louie.
Fue mencionada por primera vez en el boceto de Carl Barks de la década de 1950 para un árbol genealógico de la familia Pato, donde se mostró que había adoptado a Gladstone Gander. El personaje de Matilda McPato se dejó caer en el boceto del árbol genealógico de los patos de 1991 de Barks (donde Gladstone Gander es el nieto biológico de la Abuela Pato y no está relacionado con Scrooge), pero Don Rosa tomó el nombre y usó a Matilda McPato como un personaje destacado en "The Life and Times of Scrooge McDuck".

#### Hortense McPato
Hortense Pato ("Hortense Duck" en inglés, apellido de soltera McPato, también llamada "Hortensia" en traducciones en español) es la hermana menor de Matilda y Scrooge McPato, esposa de Quackmore Pato, nuera de Humperdink y Elvira Pato, cuñada de Goostave Gander y Daphne Pato, madre de Donald y Della Pato, y abuela materna de Huey, Dewey y Louie.

### Familia Pato

#### Abuela Pato
Elvira "Abuela" Pato ("Grandma Duck" en inglés, apellido de soltera Coot) es la abuela paterna de Donald, y la matriarca de la familia Pato.

#### Fethry Pato
Fethry Duck (conocido como "Pascual" en cómics de Argentina y Chile, "Copete" en cómics de Colombia y México, y en España como "Patoso" en los cómics y "Plumy" en la serie Patoaventuras) es el hijo de Lulubelle Loon y Eider Pato (un hijo de la Abuela Pato), y primo de Donald. Fue creado por Dick Kinney y Al Hubbard, siendo utilizado por primera vez en la historia "The Health Nut", publicada el 2 de agosto de 1964

#### Quackmore Pato
Quackmore Pato ("Quackmore Duck" en inglés) es el marido de Hortense McPato y padre de Donald y Della Pato. Ha sido representado de diversas formas con o sin bigote. Sus padres son Humperdink y Elvira "Abuela" Pato. Nació en Duckburg y desde temprana edad mostró un temperamento muy desagradable. Trabajó en la granja de sus padres hasta 1902, cuando conoció a Hortense McPato y se comprometieron. Tras ello empezó a trabajar para su hermano Scrooge McPato.
En 1908 estaba ayudando a Hortense y su hermana Matilda McPato a administrar el imperio de su hermano como el contable jefe de Scrooge, principalmente porque Scrooge pensó que, como posible heredero, probablemente trabajaría duro y sería honesto. En 1920 finalmente se casó con Hortense y más tarde en el mismo año se convirtió en padre de gemelos: Donald y Della. Así que él y Hortense se convirtieron en padres cuando ya tenían más de 40 años, según cuenta Don Rosa.
Siguió siendo el contable jefe hasta 1930, cuando una pelea entre Scrooge y su familia terminó con todas las relaciones entre ellos. Quackmore se retiró y se cree que murió alrededor de 1950, aunque aún se desconoce la fecha exacta y el lugar de su muerte.
La imagen de Quackmore es visible en varias fotografías en el primer episodio de la serie Patoaventuras de 2017 "Woo-oo!", y Rosita Vanderquack también le menciona por su nombre al repasar el árbol familiar de Scrooge.

#### Della Pato
Della Pato es la hermana gemela menor del Pato Donald y la madre de los sobrinos de este, Huey, Dewey y Louie. Della apareció por primera vez en las tiras cómicas en 1937.

#### Dimwitty Duck
Dimwitty Duck (originalmente simplemente "Dim-Witty", conocido como "Patocho" o antiguamente "Averías Chapuzas" en España, "Pimba" en Colombia, y "Guasón" en México) es un pato no muy brillante, pudiendo considerarse una versión pato de Goofy. Apareció por primera vez en la historia de cómic "The Vanishing Banister" (1968), donde aparece como asistente del Pato Donald, quien a su vez aparece trabajando como detective privado. Ocasionalmente es el compañero de Donald (del mismo modo que Goofy como compañero de Mickey Mouse). Pero hay algunas viejas historias estadounidenses con Dimwitty y Daisy, donde Donald no aparece.
En la historia "On Disappearing Island", Dimwitty apareció por primera vez como el marinero de Moby Duck, y desde entonces se convirtió en el personaje secundario más común en las historias de Moby. Dimwitty es increíblemente torpe, pero es leal y servil, y tal vez esa sea la razón por la que Moby lo mantiene como su mano de obra. Pero un estrecho parentesco entre ellos también podría explicar este hecho. Dimwitty es más alto que Donald y Moby. En algunas historias de la década de 1970, Dimwitty aparecía como amigo de Gus Goose.
Un personaje llamado Dim-Witty Jr., que aparece en la historia cómica de los Jóvenes Castores "The Green Gauntlet", aparentemente sería hijo de Dimwitty, ya que sus respectivos nombres, apariencias y comportamientos son muy similares, incluso ambos usan ropa con una "D" en ella. Dimwitty tiene la letra inicial de su nombre en su sombrero largo, mientras que Dim-Witty Jr. tiene este mismo símbolo en su blusa naranja. Dim-Witty Jr. es llamado "Dimmy" por Huey, Dewey y Louie. Moby también llama "Dimmy" a Dimwitty en algunas de sus historias con su primer oficial.

#### Moby Duck
Moby Duck (antiguamente también conocido como Pato Moby en España), cuyo nombre es una parodia de la novela Moby Dick, es un marinero creado por el escritor Vic Lockman y el ilustrador Tony Strobl en la historia de cómic "A Whale of an Adventure" en Donald Duck #112 (marzo de 1967). Hizo su única aparición animada importante en el episodio "Pacifically Peeking" del programa Walt Disney's Wonderful World of Color (6 de octubre de 1968), y tuvo un cameo en el episodio "House of Crime" de la serie de televisión House of Mouse.
En su debut, salvó a Donald de ahogarse en el mar, después de que Donald se vio obligado a aceptar la propuesta de Moby de trabajar como su ayudante, ya que la marsopa mascota de Moby, Porpy, pretendía ser un tiburón amenazante. Más tarde ese año, Moby obtuvo su propio título de cómic que se publicó en 11 números hasta 1970, y luego desde 1973 hasta 1978 (números 12-30). Los ilustradores de las historias de EE. UU. de Moby Duck incluyen a Strobl, Kay Wright y Pete Alvarado. No visto en los EE. UU. durante dos décadas, fue utilizado en una subserie de cómic producida en Italia durante la década de 2000. Moby tuvo dos cameos en la década de 2010: el primero fue en una historia italiana de 2010, y el segundo fue en el cómic crossover de Pato Darkwing/Patoaventuras titulado "Dangerous Currency" de 2011.
Moby tiene mal genio y puede ser muy grosero a veces, sin mostrar ningún remordimiento cuando actúa de esta manera. También muestra un comportamiento machista en algunas historias. Moby es un desastre como ballenero, pero un buen marinero en general. Se gana la vida transportando carga, especialmente para Scrooge McPato. También lucha contra piratas y otros villanos, incluidos los Beagle Boys, Madam Mim, Emilio Águila, el Lobo Feroz, y el Capitán Garfio. No hay ninguna historia en la que se muestre a Moby arponeando a una ballena, sin embargo, en la historia estadounidense "Whale Bait" de 1969, cuando Gyro Gearloose le pregunta por qué está tan triste, exclama: "¡Las ballenas son más escasas que los dientes de gallina últimamente!"; lo que sugiere que había cazado ballenas con éxito en algunas ocasiones. Pero esta misma historia también muestra a Moby desarrollando afecto por las ballenas cuando se encuentra cara a cara con una de ellas por primera vez y duda en usar el arpón de su ballenero en ella, exclamando "¡No puedo! ¡Nunca me sentí tan cómodo con las ballenas delante como para mirar sus grandes y tiernos ojos rosas!". En la historia danesa "Miraculous Bait" de 1972, Moby le revela a Gyro Gearloose que nunca pudo cazar ballenas, y por esta razón está usando su ballenero para entregar cartas. En la historia danesa de media página "Hitting The Tooth Mark" de 1973, Moby se pregunta: "¿Por qué tengo un cañón de arpones?", ya que se da cuenta de que nunca usó este para cazar una ballena. Moby incluso unió fuerzas con una activista por los derechos de los animales para salvar a una ballena perteneciente a la empresa Scrooge McDuck, Sea Kingdom, en la historia "A Whale's Ransom".
Moby es un pariente del Pato Donald como se ve en "Sea Dog's Holiday" de Vic Lockman y Kay Wright. Hay viejas historias estadounidenses en las que Moby también parece ser familiar para otros miembros de la familia paterna de Donald, como la Abuela Pato y Gladstone Gander.
Donald fue el primer oficial de Moby durante un tiempo, pero fue reemplazado por Dimwitty Duck (y, en raras ocasiones en los cómics, por Goofy). Hay un par de historias con Moby en las que Donald y Dimwitty aparecieron juntos trabajando para Moby como su equipo. Su mascota Porpy también aparece en muchas historias de Moby.
Moby fue uno de los pocos personajes secundarios seleccionados para ser elegidos como una pequeña figura en dos colecciones realizadas por De Agostini: "Disney Parade" y "Disney Collection".

#### April, May y June
April, May y June ("Abril, Mayo y Junio" en España, y conocidas como "Rosa, Blanca y Celeste" en algunas traducciones de Hispanoamérica) son las sobrinas trillizas de Daisy, que son las contrapartes femeninas de los sobrinos de Donald, Huey, Dewey y Louie. Fueron creadas por Carl Barks y fueron usadas por primera vez en una historia publicada en febrero de 1953.
Son hijas de la hermana de Daisy, quien se presume que es Donna Duck. Son rivales o amigas ocasionales de Huey, Dewey y Louie, y son miembros de las Junior Chickadees, que son la equivalencia femenina para los Jóvenes Castores.
Hicieron su debut en animación en la serie House of Mouse en el episodio "Noche de chicas" (2002), apareciendo brevemente como la banda que sustituía a Huey, Dewey y Louie durante el espectáculo. Pasaron a ser parte de los personajes principales en la serie La leyenda de los tres caballeros (2018), donde ayudan a los Tres Caballeros en ocasiones, y también ayudan a Donald con su relación con Daisy. Más tarde aparecerían en el episodio final del reboot de Patoaventuras "La última aventura" (2021), apareciendo solamente May y June, y siendo clones de Rosita en lugar de hermanas (por lo cual tomando Rosita el papel de April).
Las tres aparecen en el videojuego para Game Boy Color Minnie & Friends: Yume no Kuni o Sagashite (2001; lanzado solo en Japón). April, May y June aparecen como parte del equipo de Mickey y sus amigos en el videojuego de carreras Disney Speedstorm (2023).

### Otros familiares

#### Gladstone Gander
Gladstone Gander (conocido como "Narciso Bello" en España, "Pánfilo Ganso" en Hispanoamérica, y "Glad Consuerte" en cómics de Chile) es el primo afortunado de Donald que siempre está coqueteando con Daisy. Gladstone apareció por primera vez en "Wintertime Wager" en Walt Disney's Comics and Stories #88 (enero de 1948), escrita y dibujada por Carl Barks.

#### Gus Goose
Gus Goose (también llamado "Sansón" en cómics en español) es un ganso antropomórfico, primo segundo de Donald, y sobrino nieto de la Abuela Pato. Debutó el 9 de mayo de 1938 en el cómic de periódico de Al Taliaferro y Bob Karp basado en Donald, antes de hacer una aparición animada en el cortometraje de 1939 Donald's Cousin Gus. Los principales rasgos de personalidad de Gus son la pereza y la glotonería.
Dentro de los cómics de Disney, generalmente se muestra a Gus viviendo como peón en la granja de la Abuela Pato en las afueras de Duckburg. Además de su glotonería, Gus es bastante perezoso y, a menudo, hace poco o ningún trabajo en la granja de la Abuela. También tiene la tendencia de quedarse dormido en ocasiones aleatorias, a veces incluso de pie. En ocasiones, Gus incluso ha dado muestras de ingenio para encontrar métodos o soluciones que le faciliten mucho sus tareas y, en ocasiones, incluso automatizarlas para que no tenga que trabajar en absoluto.
Gus hizo cameos en las películas Mickey's Christmas Carol y ¿Quién engañó a Roger Rabbit?. Apareció en la serie animada House of Mouse, como el chef glotón del club titular, hablando solo con bocinazos en lugar de palabras.
Gus Goose aparece como parte del equipo de Mickey y sus amigos en el videojuego de carreras Disney Speedstorm (2023).
Gus ha aparecido como novio de una cisne antropomórfica elegante y rica llamada Cissy Swann en historias danesas. En Italia, un sobrino suyo llamado Pepper apareció en dos cómics.

#### Ludwing von Pato
El Profesor Ludwing von Pato (también conocido por su nombre original "Ludwig Von Drake", y como "Perico Librote" en cómics de España) es el excéntrico tío de Donald, científico, profesor y psiquiatra. Fue presentado en 1961.

#### Clinton Coot
Clinton Coot fue mencionado por primera vez en Uncle Scrooge Adventures #27 en la historia "Guardians of the Lost Library", publicada por primera vez en julio de 1994. Allí fue presentado como el fundador de los Jóvenes Castores, inspirado en el libro que le regaló su padre, Cornelius Coot.
En "The Life and Times of Scrooge McDuck" se revela que él es el padre de la Abuela Pato. En el árbol genealógico de la Familia Pato de Don Rosa, se muestra que Clinton está casado con Gertrude Gadwall y sus dos hijos son Elvira Coot (Abuela Pato) y Casey Coot.
Clinton hace su debut animado en la serie de 2018 La leyenda de los tres caballeros, donde Clinton era un arqueólogo obsesionado con su antepasado Don Dugo y sus dos compañeros de aventuras, que eran los Tres Caballeros originales. Fundó el New Quackmore Institute ("Instituto de Nuevo Quackmore" en España; "Nuevo Instituto de Patolandia" en Hispanoamérica) cerca del sitio de una de sus oficinas centrales, construyendo una cabaña sobre la base misma, pero su socia comercial, la baronesa Von Sheldgoose, tomaría el control del resto del terreno en el que se asentaba el campus. Después de su muerte, dispuso que la cabaña quedara en manos de su bisnieto Donald y los descendientes de los otros dos Caballeros, Panchito Pistolas y José Carioca.

## Antagonistas

### Beagle Boys, Inc.
Beagle Boys, Inc. es una organización criminal formada por una familia de delincuentes de aspecto perruno.

#### Beagle Boys
Los Beagle Boys (conocidos como "Chicos Malos" en Hispanoamérica y "Golfos Apandadores" en España) son una familia de ladrones que intenta robar la fortuna de Scrooge McPato. Aparecieron por primera vez en la historia "Un plan cañón" en 1951, donde Donald intenta impedirles de varias formas que roben a Scrooge, mientras que su debut en animación fue en el especial para televisión Sport Goofy in Soccermania en 1987, donde juegan un torneo de fútbol para conseguir el valioso trofeo que darán a los campeones. En los cómics todos tienen la misma apariencia física, y a veces son liderados por Grandpa Beagle, mientras que en la serie Patoaventuras y su reboot tienen diferentes apariencias, nombres, y personalidades, además de estar liderados por su madre, Ma Beagle ("Mamá Malo" en Hispanoamérica y "Mamá Apandadora" en España). En las historias de cómic italianas tienen como mascota un perro salchicha llamado Ottoperotto.

#### Grandpa Beagle
Blackheart Beagle ("Corazón Negro Apandador" en España), también conocido como Grandpa Beagle ("Abuelo Apandador" en España) es el abuelo de los Beagle Boys. Normalmente les dirige en sus operaciones. Apareció por primera vez en la historia "The Money Well" (1958). Es similar en apariencia a sus nietos, aunque con una barba poblada gris.

#### Beagle Brats
Los Beagle Brats son tres niños pequeños que sirven como contraparte malvada de los sobrinos de Donald, Huey, Dewey y Louie, o las sobrinas de Daisy, April, May y June. Llevan placas con los números 1, 2 y 3. Aparecieron por primera vez en la historia "That Motherly Feeling" (1965), donde los Beagle Boys le piden a Madam Mim que haga de niñera de ellos. En animación, varios niños formando los Beagle Brats (incluyendo una niña) aparecen en el episodio de la serie Patoaventuras "Take Me Out of the Ballgame" (1987), formando un equipo de béisbol infantil que juega contra el equipo de los Jóvenes Castores.

### Magica De Spell
Magica De Spell (conocida como "Mágica de Hechizo" en España, "Mágica" o "Magia Roja" en México y "Bruja Amelia" en cómics de Chile) es una malvada hechicera que siempre trata de robar la primera moneda de Scrooge para hacer con ella un amuleto que le otorgue el Toque de Midas. Fue creada por Carl Barks debutando en diciembre de 1961 en la historia "The Midas Touch".

### Flintheart Glomgold
Flintheart Glomgold (conocido en Hispanoamérica como "Flint MacNate", en cómics de México y Colombia como "Titus Bondi", y en España como "Gilberto Oro" en los cómics, "Isidoro Dorado" en apariciones animadas, y antiguamente como "Doroteo Empedernido" o "Mac Money" en cómics) es el archienemigo de Scrooge McPato y el segundo pato más rico del mundo. Fue creado por Carl Barks, debutando en la historia de 1956 "The Second-Richest Duck". Es generalmente retratado como un hombre de negocios ambicioso, despiadado y manipulador que comparte muchas de las mismas cualidades que Scrooge, como el impulso por la riqueza masiva, y la astucia y la creatividad para obtener lo mismo, pero carece de cualquiera de las tendencias de Scrooge hacia la generosidad y la compasión.
Es de nacionalidad sudafricana. Su apariencia es deliberadamente similar a la de Scrooge, pero generalmente se lo dibuja con una barba poblada y patillas en lugar de simples patillas, una levita negra o morada en lugar de la roja o azul de Scrooge, y una boina oscura en lugar del sombrero de copa de Scrooge.
En la serie de animación Patoaventuras, él es uno de los villanos principales, siendo de ascendancia escocesa al igual que Scrooge, vistiendo un kilt y una boina a cuadros a juego. En la serie, a veces recluta a los Beagle Boys como ayudantes en sus planes para llegar a ser el pato más rico del mundo. También aparece haciendo un cameo en el episodio "In Like Blunt" de la serie Pato Darkwing, en una reunión de villanos. En el reboot de Patoaventuras, tiene un carácter obsesivo en hacer planes contra Scrooge, y aunque dice ser escocés se termina sabiendo que solo finge serlo para ser similar a Scrooge, y siendo su verdadero nombre Duke Baloney ("Duke Empanada" en España).
Su versión de Patoaventuras aparece como enemigo en videojuegos de la serie, como DuckTales y su adaptación DuckTales: Remastered, DuckTales 2, y DuckTales: The Quest for Gold.

### John D. Rockerduck
John D. Rockerduck (el apellido traducido en español como "Rockepato" o "Rockerpato", y conocido como "Pataconcio" en cómics de Colombia) es un rico magnate del petróleo y uno de los principales rivales comerciales de Scrooge McPato.
Rockerduck fue creado por Carl Barks, debutando en la historia "Boat Buster" (diciembre de 1961). Su nombre es una parodia a John D. Rockefeller, el capitalista y filántropo estadounidense. Aunque es un personaje relativamente poco usado en los Estados Unidos, Rockerduck es un ejemplo de un personaje que se ha vuelto notable en el mercado extranjero, particularmente en historias producidas para el mercado italiano.
Hizo su primera aparición animada en 2019, en la segunda temporada del reboot de Patoaventuras, convirtiéndose en uno de los villanos recurrentes de la serie.

### Emilio Águila
Emilio Águila ("Emil Eagle" en su versión en inglés, y antigüamente conocido como "Profesor Gavilán" en cómics de España) es un águila antropomórfico que apareció por primera vez en la historia "The Evil Inventor" (mayo de 1966) de Vic Lockman, como un inventor rival de Gyro Gearloose. Más tarde, fue adoptado en el universo de Mickey Mouse como enemigo de Mickey Mouse y sus amigos, en particular Súper Goof.
Emilio ha causado muchos problemas a Mickey Mouse, Súper Goof, el Pato Donald, Scrooge McPato, Gyro Gearloose y otros personajes en varias ocasiones. A veces se ha asociado con Pete, los Beagle Boys, Madam Mim u otros tipos malos en el universo de Mickey Mouse o el universo del Pato Donald. Hay dos historias en las que John D. Rockerduck contrata a Emilio para aprovechar su genio inventivo: "Zio Paperone e la sfida robotica" ("Tío Scrooge y el desafío robótico") y "Dog Eat Dog".
Emilio es particularmente popular entre los lectores de cómics brasileños. Además, apareció como una pequeña figura en dos colecciones italianas diferentes con personajes de Disney realizados por DeAgostini. También fue un enemigo en el videojuego The Duckforce Rises de 2015.

### Bombi el Zombi
Bombi el Zombi ("Bombie the Zombie" en inglés) apareció por primera vez en la historia "Voodoo Hoodoo" (1949). En esa historia, Bombi le da un muñeco vudú al Pato Donald, pensando que Donald es Scrooge McPato. Bombi fue enviado por un médico brujo llamado Foola Zoola para vengarse de Scrooge por destruir su pueblo hace muchos años. Huey, Dewey y Louie se hicieron amigos del zombi y lo ayudaron a regresar a África mientras Donald intentaba encontrar una cura para la maldición vudú, lo cual finalmente logró. Aunque lo habían enviado tras Scrooge, Bombi nunca estuvo en contacto directo con Scrooge durante esta historia.
En "The Life and Times of Scrooge McDuck" de Don Rosa, se reveló que Bombi había estado acechando a Scrooge durante décadas antes de "Voodoo Hoodoo". Para obligar a Foola Zoola a venderle una valiosa tierra de plantaciones de caucho, Scrooge contrató a una banda de matones y destruyó la aldea de Zoola. Scrooge luego se disfrazó y engañó a Zoola el tiempo suficiente para cerrar el trato haciéndole creer a Zoola que la tierra estaría segura con él. Zoola se dio cuenta del truco y puso a Bombi a perseguir a Scrooge. Después de que Bombi lo encontró por primera vez, Scrooge volvió a su apariencia normal, evitando que Bombi lo reconociera y explicando por qué Bombi luego confundiría a Donald con Scrooge (en "Voodoo Hoodoo"). Aunque esto salvó a Scrooge de la maldición, Bombi siguió persiguiendo a Scrooge gracias a la magia de Zoola. Bombi siguió a Scrooge al Polo Norte, un iceberg cerca del RMS Titanic, y finalmente a la isla de Ripan Taro. Acorralado por el zombi, Scrooge accedió a darle a un hechicero local el valioso rubí con tiras de caramelo a cambio de un hechizo para atrapar a Bombi en Ripan Taro durante 30 años. Scrooge aceptó el trato, asumiendo que la maldición desaparecería para cuando Bombi pudiera abandonar la isla.
Bombi hizo su debut en la animación en el episodio del reboot de Patoaventuras "El pato más rico del mundo". Esta versión de la búsqueda de Scrooge por parte de Bombi es el resultado de una maldición general que aflige a aquel que sea la persona más rica del mundo. Aunque no pudo vencerlo, Scrooge logró atrapar a Bombi en una isla desierta y lo selló dentro de un contenedor encantado. Sin embargo, cuando Louie obtiene la fortuna de su tío abuelo y usa el dinero para fines frívolos, sin darse cuenta corta el presupuesto de "seguridad mágica" que financia la trampa, liberando a Bombi. Después de un alboroto imparable, Bombi solo se detiene cuando Louie y Scrooge muestran humildad y aprenden que la riqueza no puede resolver todos los problemas, dándole al monstruo una limpieza de botas antes de que se vaya de Duckburg y disipe la maldición. Esta versión de Bombi también aparece en el cómic de Patoaventuras "Under The Cover of Can'tarctica!", donde McPato y Beakley se enfrentan a él durante su época como espías.

### Pete
Pete es un personaje principalmente conocido por ser el némesis de Mickey Mouse. Ocasionalmente, también ha rivalizado con Donald en varios cortometrajes, cómics, o videojuegos como QuackShot. En la serie Patoaventuras, también rivalizaba con McPato en algunos episodios, aunque en sus diferentes apariciones mostrándose como personajes con distintas identidades.

### Madam Mim
Madam Mim (a veces escrito como "Madame Mim"), también conocida como Mad Madam Mim ("Loca Madam Mim"), es una bruja, originaria de la película de Disney The Sword in the Stone (1963). En los cómics fue adoptada dentro del universo del Pato Donald y Scrooge McPato, en donde actúa junto a la bruja Magica De Spell o a los Beagle Boys. Algunas veces aparece en el universo de Mickey Mouse, haciendo de compañera de Pete o Mancha Negra. En algunas historias europeas es un personaje bueno.

### Jones
Jones ("Neighbor Jones" ["Vecino Jones"] o "Neighbor J. Jones" en inglés) es el vecino de al lado del Pato Donald. Se le presenta tan irascible como Donald y más truculento. El patio entre sus respectivos hogares a menudo se convierte en un campo de batalla. El escenario habitual sería una discusión o pelea que resultaría en un gran lío tanto para Jones como para Donald.
El personaje apareció por primera vez en Walt Disney's Comics and Stories #34 en la historia "Good Neighbors" (julio de 1943). Allí y en números posteriores, solía aparecer en historias con el Pato Donald. Jones fue el primero de muchos personajes recurrentes que creó Carl Barks. Desde entonces, Jones ha aparecido en cientos de historias adicionales, con los escritores Paul Halas (Reino Unido) y Jan Kruse (Países Bajos) entre los más frecuentes en usar el personaje. El personaje ha hecho más apariciones en los cómics estadounidenses.
Aunque Jones es en gran parte un adversario, en ocasiones es agradable con Donald, aunque principalmente solo cuando le conviene.
En varias historias italianas, Jones es reemplazado por un personaje similar llamado Anacleto Mitraglia, que es más alto y delgado que Jones, pero con una personalidad similar y prácticamente la misma rivalidad con Donald. En realidad, Jones rara vez es usado en las historias italianas. Mitraglia evolucionó a partir de uno de varios nombres dados al verdadero Jones en las primeras historias de Barks.
En una historia de Barks (Uncle Scrooge #6, 1954), a Jones se le dio el nombre de "Jughead Jones". Sin embargo, esto provocó un conflicto de derechos de autor con Archie Comics y el nombre se suspendió rápidamente.
Hace su debut animado en el episodio del reboot de Patoaventuras "What Ever Happened to Donald Duck?!" (2019). Esta encarnación de Jones se presenta como el consejero de manejo de la ira de Donald, quien ayudó a Donald como su terapeuta para manejar y controlar toda su ira, y revelando que lo que más le hace estallar toda su ira es cuando su familia puede correr algún peligro.

### The Phantom Blot
The Phantom Blot ("Mancha Negra" en los cómics de habla hispana, "La Mancha Fantasma" en apariciones en animación en Hispanoamérica, "El Fantasma de Tinta" en apariciones en animación en España, entre otros nombres a lo largo de sus diferentes apariciones) es un misterioso enemigo de Mickey Mouse que viste una sábana negra que le cubre el cuerpo. Creado en 1939 en la tira cómica de Floyd Gottfredson, se convirtió en un personaje muy recurrente en los cómics europeos, donde es uno de los archienemigos de Mickey, solo superado por Pete. También fue reutilizado, en menor medida, en historias americanas. También apareció antagonizando a Donald, Scrooge y sus familiares en Patoaventuras.

### Merlock
Merlock es un malvado hechicero, el cual aparece como el antagonista principal en la película Patoaventuras La Película: El Tesoro de la Lámpara Perdida (1990). En la película, él posee un talismán que le da la capacidad de transformarse en cualquier animal (no antropomórfico), y su objetivo es encontrar la lámpara mágica del Genio, y gracias a la magia de ese mismo talismán, poder conseguir todos los deseos que quiera.
Tras ello, Merlock volvió a aparecer como el villano principal en los videojuegos Legend of Illusion Starring Mickey Mouse (1995), donde es conocido como el Hechicero de la Oscuridad y es el responsable de detener el Río del Tiempo, y Donald Duck: Goin' Quackers (2000), donde secuestra a Daisy tras que esta se infiltrase en su guarida y Donald se enfrenta a él para rescatarla.

### La Tortuga Shelby
La Tortuga Shelby, o Bebé Shelby, es una pequeña tortuga que causa problemas a Donald cuando su madre, la Sra. Tortuga, le deja a su cuidado. Shelby no habla, pero siempre emite una característica risa burlona.
El personaje fue introducido en la serie Mickey Mouse Works en la historieta "Donald's Shell Shots", donde Shelby debe hacerse una foto en el centro comercial, pero Donald, que es el fotógrafo, tiene problemas para ello debido a que no para quieto. Shelby volvió a aparecer en la historieta "Babysitters", en el papel del Bebé de Año Nuevo, y Mickey, Donald y Goofy deben cuidar de él, pero cuando se escapa deben atraparle, o de lo contrario no habrá Año Nuevo.
Ambas historietas fueron reutilizadas en la serie House of Mouse, donde apareció en otra historieta, "Donald's Pool", donde Donald intenta vigilarle constantemente para que se comporte en la piscina donde trabaja como socorrista. Tuvo un papel en la trama principal del episodio "Mickey vs. Shelby" de la serie, donde la Sra. Tortuga deja a Mickey como niñera de Shelby, quien escapaba constantemente de él, teniendo Mickey que perseguirle. Cuando finalmente es Donald quien consigue atraparle, la Sra. Tortuga decide que el que siempre cuidará de su hijo será el Pato Donald, para desgracia de este.

## Otros personajes secundarios

### Clara Cluck
Clara Cluck es una gallina antropomórfica, principalmente asociada con el universo de Mickey Mouse, debutando en el cortometraje de Mickey Mouse Orphan's Benefit de 1934.
Es posible que Clara Cluck interpretara el papel principal en The Wise Little Hen (9 de junio de 1934), donde el Pato Donald debutó, ya que ambos personajes fueron interpretados por la misma persona, Florence Gill, y hay algo más que un parecido físico pasajero. Sin embargo, cuando hizo su gran debut en la versión original de Orphan's Benefit, se había convertido en una diva operística de gran tamaño; un papel en el que continuaría en sus apariciones posteriores.
Por lo general, se la representa como una de las mejores amigas de Daisy en historias de cómic estadounidenses, italianas, danesas, holandesas y brasileñas.

### José Carioca
José Carioca es un papagayo brasileño verde que aparece por primera vez en la película de Saludos Amigos (1942) junto al Pato Donald. Regresó en la película Los tres caballeros (1944) junto con Donald y el gallo mexicano Panchito, y de nuevo como compañero de Donald en Melody Time (1948). También es el protagonista de su propia serie de cómics. José es de Río de Janeiro, Brasil (de ahí el nombre "Carioca", que es un término usado para una persona nacida en Río de Janeiro).

### Panchito Pistolas
Panchito Pistolas es un gallo rojo mexicano que fue creado como el tercer caballero titular (junto con el Pato Donald y José Carioca) para la película de 1944 Los tres caballeros. Más tarde apareció en varios cómics de Disney y series de televisión.

### Gyro Gearloose
Gyro Gearloose ("Ungenio Tarconi" en España y "Giro Sintornillos" o "Ciro Peraloca" en Hispanoamérica) es un pollo antropomórfico, y el inventor más famoso de Duckburg. Debutó en los cómics en 1952.

### Little Helper
Little Helper, o simplemente Helper (conocido como "Edison" en España y "Lamparita" en Hispanoamérica), es un pequeño robot humanoide de unos 20 cm de altura, construido con piezas de metal y una bombilla, que le sirve de cabeza. Es el ayudante del inventor Gyro Gearloose, quien fue su creador. Debutó en la historia "The Cat Box" (septiembre de 1956), creada por Carl Barks. En los cómics del Pato Donald, a menudo se le muestra como un inventor, a veces copiando los inventos de Gyro.
Little Helper nunca habla, pero ocasionalmente usa burbujas de pensamiento. Es capaz de zumbar, haciéndolo principalmente para atraer la atención de Gyro. No está claro si Gyro realmente puede entender el zumbido de Helper o si simplemente reconoce que Helper tiene algo que mostrarle. Little Helper disfruta persiguiendo ratones y ayudando a Gyro a limpiar las consecuencias inusuales de sus inventos.
El origen de Helper se da en la historia "Gyro's First Inventio" (diciembre de 2003; escrita y dibujada por Don Rosa), como parte del 50.º aniversario de Gyro. En este relato, Gyro pasó accidentalmente parte de su inteligencia a la lámpara de escritorio del Pato Donald. Gyro agregó pequeños brazos y piernas de metal a la lámpara, para que pudiera moverse como un pequeño robot. Little Helper hizo honor a su nombre, ayudando a su creador con sus inventos.
En animación, Little Helper aparece junto a Gyro haciendo un cameo en Sport Goofy in Soccermania. También aparece en la serie animada Patoaventuras, donde se le llama Little Bulb ("Bombillita" en España; "Foquito" en Hispanoamérica). Vuelve a aparecer con el mismo nombre en la serie reboot, en la que se le representa como un robot bastante hostil con tendencia a la violencia.

### Srta. Quackfaster
Emily o Florence Quackfaster (también conocida como "Teclas Quackfaster" en cómics de España) es la secretaria de Scrooge McPato. Originalmente fue contratada por las hermanas de Scrooge, Hortense y Matilda. Al principio a Scrooge no le gustaba la idea de tener a alguien en su nómina pero se acostumbró muy rápido. De hecho, algunas historias han revelado que Scrooge ha llegado a depender de Quackfaster. A pesar de que él es un hombre de negocios astuto y puede oler fácilmente las ganancias, ejecutar trabajos organizacionales básicos en su propia oficina está más allá de su capacidad.
Quackfaster apareció por primera vez en Uncle Scrooge #36 (diciembre de 1961) en la historia "The Midas Touch" (la misma historia que introdujo a Magica De Spell), y su apellido Quackfaster se usó por primera vez en Uncle Scrooge #39 (septiembre de 1962) en "A Spicy Tale". Ambas historias fueron creadas por Carl Barks. Casi siempre se hace referencia a Quackfaster por su apellido. En una historia de Don Rosa, "The Empire-Builder from Calisota" (1994), se decía que su primer nombre era Emily. Sin embargo, en el cómic "World Wide Witch" de Geoffrey Blum (2001, publicado en los EE. UU. en Uncle Scrooge #320), en cambio, su nombre de pila es Florence (su nombre completo se ve en la puerta de su oficina). Las historias posteriores de otros autores ocasionalmente han vuelto a usar el nombre de Emily.
También fue conocida como Srta. Typefast en algunas historias, y Sra. Featherby en la serie de televisión Patoaventuras de 1987. En la serie de televisión Patoaventuras de 2017, una vez más se la conoce con el nombre de Emily Quackfaster, y es la algo desquiciada guardiana de los archivos privados de Scrooge.

### Goldie O'Gilt
Goldie O'Gilt (conocida en España como "Dorita Doremi" en los cómics y "Dorita Dorada" en apariciones animadas), también conocida como Glittering Goldie ("La brillante Goldie"), es el amor secreto de Scrooge. Originalmente creada por Carl Barks como un personaje en la historia "Back to the Klondike" (marzo de 1953).
Barks solo usó el personaje una vez, pero Goldie y su relación con Scrooge fueron retomadas y ampliadas más tarde por otros creadores. Uno de ellos fue Don Rosa, quien la usó en varias historias, incluidas "The Life and Times of Scrooge McDuck" y "Last Sled to Dawson", donde se da a entender que Scrooge y Goldie se enamoraron, pero nunca revelaron sus sentimientos de afecto
Goldie es la dueña de un oso salvaje llamado Blackjack, entrenado por ella para atacar a los merodeadores.
Goldie es usada en historietas italianas o danesas, pero algunas de ellas muestran situaciones que pueden entrar en conflicto con otras mostradas anteriormente. Algunos ejemplos son sus apariciones en "Arriva Paperetta Yè-Yè" de Romano Scarpa, donde aparece como residente en una residencia de ancianos y como abuela de Dickie Duck, una niña que acaba de terminar sus estudios secundarios, y en una historia danesa titulada "La anciana", donde Donald ignora quién es el antiguo amor de Klondike de Scrooge cuando su tío le pide que recoja a Goldie en la estación de tren, ya que ella viene de visita. Pero Donald y sus sobrinos conocieron personalmente a Goldie en "Back to the Klondike". Curiosamente, Goldie parece más alta que Scrooge en otra historia danesa, "After The Ball".
Goldie aparece en la serie animada Patoaventuras, donde su apariencia se basa en gran medida en sus orígenes en los cómics, siendo el interés romántico recurrente de Scrooge. También ha sido reinventada para el reboot de Patoaventuras como una aventurera ladrona contra la que Scrooge ha luchado y se ha asociado una y otra vez desde que se conocieron por primera vez. También desarrolla una breve tutoría con Louie y se reconcilia con Scrooge al final de la serie.

### Brigitte
Brigitte ("Brigitta" en su versión en italiano, y conocida como "Brigitta MacBridge" en Estados Unidos) es un personaje creado por Romano Scarpa, que apareció por primera vez en "The Last Balaboo" (Topolino #243, julio de 1960). Si bien apareció por primera vez en 1960, se dice que su relación con Scrooge McPato comenzó en 1930, la cual no comenzó bien. Scrooge, quien en ese momento ya había estado aislado de su familia, al enterarse de sus sentimientos por él reaccionó con bastante cinismo, comprándole un abrigo de piel caro y, a cambio, pidiéndole que nunca más lo molestara. Esto no funcionó, pues Brigitte realmente ama a Scrooge, y durante décadas ha intentado todos los métodos para que él le devuelva su amor. Esto incluye acecharlo, lo que enfurece mucho a Scrooge. Para impresionarlo, ha establecido su propio negocio y, en ocasiones, actúa como su rival. Ha demostrado ser astuta y hábil y parece tener una voluntad muy fuerte. A veces tiene a Hilofino ayudándola. La Pata Yeyé (la nieta de Goldie) aparece ocasionalmente como su empleada.
Desde el principio, Scarpa y sus sucesores han dejado suficientes indicios de que Scrooge está interesado en ella, pero no disfruta de su obsesión por él. Aunque finge no tener emociones, un rasgo típico de su carácter, no es así. Cuando ella se mete en problemas, él está allí para ayudarla y, en ocasiones, la ha protegido del peligro. Cada vez que otro hombre expresa interés en ella, Scrooge parece no estar por encima de los celos. En la historia "The Next Best Thing" del escritor Lars Jensen y el artista José María Manrique, Scrooge manipula a su rival Flintheart Glomgold para salir con ella, para poder sentirse libre por fin, pero luego descubre que Flintheart la está usando sin piedad y la rescata. Aunque Scrooge ha tenido la oportunidad de terminar su extraña relación, cuando ella está realmente frustrada con su comportamiento, él ha optado por pasarlo por alto e incluso se disculpa con ella a veces.
Brigitte actúa como la enfermera personal de Scrooge cada vez que está enfermo y lo ha ayudado a recuperarse en muchas ocasiones. Ella es una de las aliadas más confiables de Scrooge y se ofrece como voluntaria para ayudar cuando él lo solicita. Los parientes de Scrooge son bastante amigos de Brigitte y parecen haberla aceptado como miembro no oficial de la familia; incluso está presente en las reuniones familiares. Brigitte también los ha ayudado contra los Beagle Boys y Magica De Spell en ocasiones. John D. Rockerduck dice que encuentra divertida la relación de su rival y él mismo es amigo de Brigitte, incluido que John fingió estar enamorado de ella para poner celoso a Scrooge en la historia "Zio Paperone e l'amore a seconda vista" ("El tío Scrooge y el amor a segunda vista"), lo cual realmente funcionó para Brigitte, pero luego Scrooge descubrió su pacto con John, quien estaba interesado en mantener ocupado a Scrooge en un posible matrimonio con Brigitte.
En la historia "Brother From Another Earth!" (1995), escrito por Rudy Salvagnini y dibujado por Giorgio Cavazzano, un Scrooge de un universo paralelo está en bancarrota y casado con Brigitte, cuyas costumbres adictas a las compras están contribuyendo a sus problemas de dinero. Cuando el Scrooge del universo paralelo engaña al Scrooge de la Tierra A para que intercambie lugares, el Scrooge de la Tierra A trabaja para arreglar las cosas retirando sus deudas y buscando oportunidades para ganar dinero. También puso a Brigitte con un presupuesto estricto y dice que debería cocinar ella misma, ya que alguna vez fue restauradora. Después de que Scrooge resuelve los problemas de dinero de su contraparte del universo paralelo, regresa a su propio mundo pero se da cuenta de que puede estar perdiéndose lo que es el matrimonio, por lo que comienza una relación con la Brigitte de su mundo.
A pesar de que Brigitte y Goldie aman al mismo hombre, Scrooge McPato, estas dos damas tan diferentes nunca han estado en conflicto debido a su afecto en las raras historias en las que ambas aparecen. Pero en la historia "The Miner's Granddaughter" de Romano Scarpa, Brigitte se siente muy triste cuando ve a Scrooge y Goldie juntos por un breve momento, pero luego Goldie la consuela y dice que asume que Brigitte ama la tacañería de Scrooge más que a él mismo, y Brigitte agradece las palabras "amables" de Goldie y la llama "mi amiga". Solo hay otras seis historias italianas donde aparecen ambas, pero no se les muestra interactuando a la una con la otra en tres de ellas.

### J. Audubon Woodlore
El Guarda J. Audubon Woodlore es el guarda del Parque Nacional Brownstone (una parodia del Parque Nacional de Yellowstone). Por lo general se encarga de controlar el comportamiento del Oso Humphrey y suele regañarlo a menudo. Su nombre de Woodlore es una referencia a John James Audubon, el famoso ornitólogo/naturalista/pintor del siglo XIX.
Apareció por primera vez en dos cortometrajes del Pato Donald de 1954, Grin and Bear It y Grand Canyonscope (en este último trabajando como guía turístico en el Gran Cañón, también revelándose que Woodlore anteriormente era un empleado del servicio de correos). Posteriormente apareció en los cortometrajes Beezy Bear (1955), Hooked Bear (1956), y finalmente en In the Bag (1956).
Woodlore se enorgullece de manejar un parque impecable y con frecuencia no se da cuenta de aquellos (particularmente de Donald) que son humillados y/o insultados por sus constantes regaños y críticas. A pesar de su actitud un tanto autoritaria, se preocupa por los osos como si fueran sus hijos, aunque en In the Bag los engañó para que limpiaran el parque para que él pudiera dormir la siesta en una hamaca. Cuando el motivo perezoso de Woodlore se hizo evidente, Humphrey, irritado, lo tiró con la basura.
La mayoría de los osos son respetuosos con Woodlore, excepto Humphrey, a quien el Guarda suele sermonear.
El Guarda también apareció en Down and Out With Donald Duck, un falso documental sobre el infame temperamento del Pato Donald, donde no tiene uniforme y ahora trabaja en una agencia de empleo donde Donald busca trabajo.
El nombre de Woodlore apareció en el letrero de entrada en el área Bear Country de Disneyland, como el guardaparques residente, y también se puede escuchar haciendo la advertencia de seguridad para Grizzly River Run en Disney California Adventure después de una remodelación en 2019.
Woodlore aparece ocasionalmente como invitado en la serie House of Mouse. También hace un cameo en la película Ralph Breaks the Internet, apareciendo caminando por el sitio web OhMyDisney.com cuando Vanellope visita el lugar. En el especial El maravilloso otoño de Mickey Mouse de la serie The Wonderful World of Mickey Mouse, aparece como el presentador del festival de la cosecha. Woodlore también tuvo una aparición como cameo en el cortometraje Once Upon a Studio.

### Pájaro Aracuan
El Pájaro Aracuan, o Pájaro Aracuano, también llamado el "Payaso de la Selva", apareció por primera vez en el largometraje Los tres caballeros (1944); aunque, a pesar de su aparente popularidad en la pantalla, extrañamente no apareció en la adaptación del cómic de esa película. Durante el segmento "Aves Raras" (o "Pájaros Raros"), Donald está viendo una película sobre pájaros sudamericanos cuando el narrador de la película presenta al Aracuan como "uno de los pájaros más excéntricos que jamás hayas visto". El Aracuan procede a salir de la película a lo largo del haz de luz de los proyectores y entrar en la vida de Donald.
Este pájaro loco vuelve loco a Donald no solo en esta película, sino nuevamente en el cortometraje de dibujos animados Clown of the Jungle (1947), y luego una vez más en el segmento "Blame it on the Samba" de la película Melody Time (1948) donde él intenta animar al Pato Donald y José Carioca con ritmo de samba. Aunque se le conoce principalmente por estas películas, ha tenido cierto éxito en los cómics de Brasil, donde se le conoce como Folião.
En series de televisión, el Pájaro Aracuan ha aparecido en Mickey Mouse Works y House of Mouse, y es un miembro regular del reparto en La leyenda de los tres caballeros, siendo llamado "Ari".
El loco Aracuan, con su pelo rojo llameante, su cara rosa fuerte y sus pies amarillos fluorescentes, parece en un principio ser una creación completamente ficticia. Sin embargo, en realidad existe un ave sudamericana llamada Aracuan (o Aracuã, en portugués contemporáneo). El Aracuan es el nombre local de la subespecie del este de Brasil de la chachalaca moteada (Ortalis guttata). Las chachalacas son aves arbóreas moderadamente grandes que pertenecen a la familia de los crácidos, relacionados con otros galliformes, como los pavos, y también comparten algunas características con los megápodos.
El mismo nombre chachalaca (del español paraguayo) se refiere a la ruidosa llamada del ave. Al amanecer, los grupos emiten gritos roncos y "arapapiyas" similares a los que produce el Pájaro Aracuan de Disney. Sin embargo, la apariencia física del ave es bastante diferente, con una cola larga, un plumaje monótono y un pico mucho más corto.

### Peter Pig
Peter Pig es un cerdo antropomórfico en los cortometrajes y cómics de Disney de la década de 1930. Fue presentado en The Wise Little Hen (1934), en la que era el amigo perezoso y codicioso del Pato Donald. La segunda aparición de Peter Pig en un cortometraje de Disney fue en The Band Concert (1935), en el que Peter tocaba la tuba y un cerdo similar más corpulento llamado Paddy Pig tocaba la trompeta (a veces siendo al revés dependiendo de los medios en los que son mencionados). Su tercera y última aparición en un cortometraje fue en The Riveter (1940), apareciendo brevemente como el remachador que es despedido por Pete al principio de la historia.
La breve carrera cinematográfica fue seguida por una igualmente breve carrera en los cómics. Federico Pedrocchi, el italiano que creó los primeros cómics largos del Pato Donald en la revista Paperino e altre avventure, utilizó a Peter Pig como compañero de Donald en tres historias: "Special Correspondent" (1938), "Paperino fra i pellirosse" (1939) y "Paperino chiromante" (1939).
Peter hizo cameos en la película ¿Quién engañó a Roger Rabbit? (1988) durante la escena de la canción "Smile, Darn Ya, Smile", reciclando animación del cortometraje The Wise Little Hen, y en la serie de televisión Mickey Mouse en el episodio "The Adorable Couple" (2014) con su aspecto de The Band Concert.
En el área del Jardín del Castillo Disney en el videojuego Kingdom Hearts II (2005), hay un topiario de Peter Pig con su apariencia en The Band Concert. También apareció en el juego para móviles Disney Crossy Road (2016-2020) como personaje jugable desbloqueable, teniendo su aspecto de The Band Concert, pero tocando la trompeta como hacía Paddy Pig.

### La Bruja Hazel
La Bruja Hazel ("Witch Hazel" en inglés, y "Bruja Avellana" en cómics en español) es una bruja de baja estatura, barbilla peluda y verrugosa, una gran nariz roja, y pelo rubio largo (aunque ocasionalmente es gris), vestida con un vestido largo y un sombrero puntiagudo característico de las brujas. Apareció por primera vez en el cortometraje del Pato Donald Trick or Treat en 1952, donde ayuda a Huey, Dewey y Louie a conseguir caramelos de Donald, quien se niega a dárselos. También apareció en la adaptación del cómic de Carl Barks y dos cómics secuelas de esa historia, "Demasiado tarde para Navidad" de 1994 y "The Poorest Duck in Duckburg" de 1995.
Hazel tiene una escoba llamada Belcebú, la cual puede moverse por sí misma, y que actúa como su sirviente y su medio de transporte. En los cómics de Disney, apareció trabajando con otras brujas de Disney como Magica De Spell y Madam Mim.
La Bruja Hazel también se ve en algunos cómics italianos de Disney, donde se la llama Nocciola (italiano para "Avellana"; nombre completo Nocciola Vildibranda Crapomena), en particular los de Luciano Bottaro.
Su nombre, un juego de palabras con el nombre del arbusto norteamericano y la medicina herbal derivada de él, hamamelis, se ha utilizado comúnmente para los nombres de brujas de dibujos animados; Warner Bros., MGM, Famous Studios y el cómic Little Lulu también tenían personajes llamados "Witch Hazel", y Rembrandt Films tenía uno llamado "Hazel Witch". El animador Chuck Jones, por su propia admisión, tuvo la idea de Bruja Hazel de Looney Tunes del corto de Disney, creando un personaje diferente pero al igual que en el cortometraje Trick or Treat fue interpretada por June Foray para la voz.
Hazel nunca se hizo tan popular como Magica De Spell o Madam Mim. Pero, en los cómics italianos de Disney, ha sido durante mucho tiempo un personaje muy utilizado y querido. Por lo general, sus historias muestran sus interacciones no con Donald o su familia, sino con Goofy. Esto se debe a su irritación por la firme negativa de Goofy a creer en la magia o las brujas de cualquier tipo, creyendo en cambio que la magia real es lo mismo que la magia con truco, y que aquellos que dicen ser magos (incluida Hazel) están locos. Esto conduce a varias aventuras divertidas en las que Hazel usa todos los hechizos del libro para tratar de convencer a Goofy de la existencia de la magia "real", a pesar de los continuos fracasos.
A pesar de ser retratada como un personaje bueno, parece ser el primer jefe enemigo en la versión estadounidense del videojuego Mickey Mousecapade.
La Bruja Hazel suele aparece en la serie House of Mouse como invitada del club titular, y también aparece entre el público en la película de 2002 de la serie, Mickey's House of Villains (donde también se muestra el cortometraje Trick or Treat entre las historietas que ven los personajes durante la trama).
La Bruja Hazel aparece en el especial de televisión en stop-motion Mickey and Friends Trick or Treats, donde en la noche de Halloween transforma a Mickey, Minnie, Donald, Daisy y Goofy en los disfraces que llevan.
En una historia de 1965, "The Dime From Uncle" de The Beagle Boys #2, era conocida como Bruja Wanda.

### La Sra. Tortuga
La Sra. Tortuga es una anciana madre tortuga que debutó en la serie Mickey Mouse Works, y posteriormente apareció en su serie derivada House of Mouse. Ella siempre deja a Donald a cargo de su hijo Shelby para que lo cuide, cosa que Donald quiere evitar. En ocasiones puede ser muy protectora con su hijo, y tiene unos gritos muy fuertes, principalmente cuando grita a Donald al llamarle. Suele ser malhumorada, gritona, controladora y mandona. A pesar de ello, termina mostrando una actitud amable al agradecer a Donald que haya cuidado de su hijo.

## Animales no humanoides

### Chip y Dale
Chip y Dale ("Chip y Chop" en España) son dos ardillas que a menudo rivalizan con Donald, y también con el perro Pluto. Sin embargo, las ardillas a menudo son provocadas por ellos, especialmente por Donald.

### Bolivar
Bolivar es un perro San bernardo, mascota de Donald en los cómics, e íntimo amigo de Pluto. Apareció por primera vez en el cortometraje Alpine Climbers (1936), donde es un San bernardo rescatador que acude en ayuda de Mickey, Donald y Pluto en los Alpes. Rescata a Pluto de congelarse en la nieve, después de lo cual Mickey y Donald los encuentran borrachos con el propio brandy de Bolívar. Bolívar es inusual para un personaje de Disney en el sentido de que no está antropomorfizado más allá de mostrar una gama inusualmente amplia de expresiones faciales; en realidad se le representa con las características de su especie.

### El Oso Humphrey
El Oso Humphrey es un oso que en ocasiones rivaliza con Donald, generalmente en cortometrajes desarrollados en el Parque Nacional Brownstone, donde Humphrey vive, y es a menudo sermoneado por el Guarda Audubon.

### Spike la Abeja
Spike, también conocido como Buzz-Buzz o Barrington, es una pequeña y agresiva abeja que frecuentemente es enemigo de Donald, y también del perro Pluto. En varias de sus apariciones, está en una búsqueda para recolectar comida.
Respecto a su filmografía, aparece en los cortometrajes Window Cleaners (1940), Home Defense (1943), Pluto's Blue Note (1947), Inferior Decorator (1948), Bubble Bee (1949), Honey Harvester (1949), Slide, Donald, Slide (1949), Bee at the Beach (1950), Bee on Guard (1951) y Let's Stick Together (1952).
También ha hecho apariciones en las series de televisión La casa de Mickey Mouse, Mickey Mouse, y La leyenda de los tres caballeros.
Spike también tuvo una aparición como cameo en el cortometraje Once Upon a Studio (2023).

### Louie el Puma
Louie el Puma es un puma que en cortometrajes del Pato Donald persigue a este para devorarlo. En ocasiones cumple la misma función en cortometrajes de Goofy.

### Escarabajo de Bootle
El Escarabajo de Bootle ("Bootle Beetle" en su versión original en inglés) es un escarabajo de una especie ficticia que aparece generalmente como un anciano que le cuenta a su nieto historias retrospectivas de su juventud y cómo se enfrentaba a su viejo némesis, el Pato Donald. Al contrario de otros animales representados como animales comunes, él es representado de una forma más humanoide, teniendo la capacidad de hablar y caminar sobre dos patas, además de llevar ropa.
Apareció por primera vez en Bootle Beetle (1947), esquivando los intentos de Donald de atraparlo para su colección de insectos al ser un escarabajo de una rara especie. En su siguiente corto, Sea Salts (1949), donde recibe el nombre de "Mac", es amigo de Donald desde hace mucho tiempo, y relata al público cómo ambos terminaron naufragando en una isla. Su siguiente aparición fue en The Greener Yard (1949), en la que cuenta a su nieto cómo se vio tentado a probar las verduras del jardín de Donald. Su última aprición en un corto fue en Morris the Midget Moose (1950), donde narra la historia del mismo nombre.

### Jenny la Burra
Jenny la Burra es una pequeña burra que apareció por primera vez en el cortometraje Mickey's Polo Team (1936), siendo la montura del Pato Donald para jugar al polo. En sus siguientes apariciones, a menudo con Donald como su dueño, generalmente termina teniendo riñas con él. Volvió a aparecer en el cortometraje Don Donald (1937), donde lleva a Donald a la casa de Donna Duck para seducirla, siendo reemplazada por un automóvil tras reírse de su dueño al ser rechazado por Donna. Sus últimas apariciones fueron en los cortometrajes de 1942 The Village Smithy, donde Donald trata de colocarle una herradura sin éxito, y Donald's Gold Mine, tirando de la carreta de Donald en la mina.

### El Gallo
Un gallo de guardia descubre a Donald y lo echa. Donald intenta evitarlo, así que se disfraza de gallina. Lo confunden con el interés amoroso del gallo. Bailan juntos, pero el disfraz de Donald se cae. Con el peine del guante de goma aflojándose constantemente y una oruga cayendo por la espalda de su traje, Donald corre el riesgo de ser descubierto. Es un gallo grande y más fuerte que Donald, al final Donald lo vence más tarde aparece The Eyes Have It, donde atormenta a Pluto creyendo que es un animal y luego Pluto lo vence al gallo haciéndose pasar por un leon y la ultima aparición de esta enorme ave es Chicken in the Rough donde ya parece tener el tamaño de un gallo normal, y atormenta Chip y Dale echandoles del corral de las gallinas.

### Ottoperotto
Ottoperotto es el perro salchicha mascota de los Beagle Boys, creado para las historias de cómic italianas, apareciendo por primera vez en la historia "Zio Paperone e le bande rivali" ("Tío Scrooge y la banda rival") en 1964. Al igual que sus dueños, va vestido con un jersey, gorra, y un antifaz de ladrón, y lleva una placa de criminal con el número 64.